# Serie B 2015-2016
La Serie B 2015-2016 è stata l'84ª edizione del campionato italiano di calcio di Serie B (l’80ª a girone unico), disputata tra il 5 settembre 2015 e il 20 maggio 2016 e conclusa con la vittoria del Cagliari, al suo primo titolo.
Capocannoniere del torneo è stato Gianluca Lapadula (Pescara) con 27 reti.

## Stagione
Il campionato è iniziato il 5 settembre 2015 con il primo anticipo del torneo, a cui fanno seguito domenica 6 settembre i restanti incontri della prima giornata. La stagione regolare si è conclusa il 20 maggio 2016, con la 42ª e ultima giornata del campionato. Vengono disputati 6 turni infrasettimanali: il 22 settembre, il 27 ottobre, l'8 dicembre, il 23 dicembre, il 1º marzo e il 19 aprile. La sosta natalizia dura dal 28 dicembre 2015 al 15 gennaio 2016, al termine del girone d'andata.
Le regioni più rappresentate in questo campionato sono, con 2 squadre a testa, Abruzzo (Pescara e Virtus Lanciano), Campania (Avellino e Salernitana), Emilia-Romagna (Cesena e Modena), Liguria (Spezia e Virtus Entella), Lombardia (Brescia e Como), Piemonte (Novara e Pro Vercelli) e Umbria (Perugia e Ternana); con una sola rappresentante ciascuna ci sono Calabria (Crotone), Lazio (Latina), Marche (Ascoli), Puglia (Bari), Sardegna (Cagliari), Sicilia (Trapani), Toscana (Livorno) e Veneto (Vicenza).

### Antefatti
Il torneo sarebbe dovuto partire nella serata del 21 agosto, ma il fallimento del Parma retrocesso dalla Serie A (con ripartenza dalla Serie D della nuova società emiliana), nonché le vicende di frode sportiva che hanno coinvolto il Catania e il Teramo proveniente dalla Lega Pro 2014-2015, hanno costretto, all'inizio dell'estate, il presidente della Lega Serie B Andrea Abodi a posticipare l'inizio della stagione di due settimane.
Il 4 agosto, a seguito della mancata iscrizione del Parma, è stato riammesso il Brescia.
Il 20 agosto il tribunale nazionale della FIGC ha espresso la sentenza di primo grado circa gli illeciti commessi da Catania e Teramo, condannando gli etnei alla retrocessione all'ultimo posto in graduatoria della Serie B 2014-2015 e il declassamento in Lega Pro 2015-2016 con 12 punti di penalizzazione e gli abruzzesi alla revoca della promozione in Serie B (tra l'altro la prima della storia per il club) e alla retrocessione all'ultimo posto in classifica nel girone B della Lega Pro 2014-2015.
Il 29 agosto la Corte d'Appello Federale della FIGC conferma la retrocessione del Catania in Lega Pro riducendo la penalizzazione a 9 punti mentre al Teramo viene revocata la promozione in Serie B rimanendo così in Lega Pro con 6 punti di penalità. Il 31 agosto su decisione del Consiglio Federale della FIGC viene ufficialmente ripescato l'Ascoli, secondo nel girone B della Lega Pro 2014-2015 e riammessa la Virtus Entella, sconfitta dal Modena nei play-out del precedente campionato cadetto, che sono rispettivamente le squadre Y e X inserite dalla Lega Serie B nella compilazione dei calendari del 25 agosto a Pescara, in attesa della definitiva sentenza di secondo grado di giudizio.

### Novità
Torna il title sponsor dopo un anno di assenza: il campionato cadetto assume ufficialmente la denominazione di Serie B ConTe.it. Il torneo vede poi un inno ufficiale: si tratta del brano L'amore comune, degli Zero Assoluto.
Tra le squadre partecipanti, vista la revoca della promozione del Teramo, per la prima volta dal 2006 non vi sono squadre esordienti.
In questa edizione ci sarà un piccolo aggiornamento dei play-off e dei play-out; in caso di arrivo in finale play-off, di due squadre che hanno terminato il campionato a pari punti, se al termine delle due partite di finale, le squadre avranno pari differenza reti si procederà ai tempi supplementari e se necessario ai rigori (anziché promuovere la squadra con la migliore classifica avulsa, come nelle precedenti edizioni), stesso meccanismo, con eventuali tempi supplementari e se necessario i rigori, nel doppio confronto play-out.
Un'altra novità riguarda l'istituzione di un nuovo posticipo che va a disputarsi la domenica con inizio alle 17:30 oltre al confermato anticipo del venerdì e il posticipo del lunedì (dopo 10 anni almeno una partita di serie B ritorna alla domenica).
Inoltre da quest'anno l'arbitro potrà avere a disposizione il cartellino verde: a differenza di quelli gialli e rossi, si tratta di un segnale di corretto fair play da parte dei giocatori che lo ricevono. L'arbitro segnerà sul proprio taccuino tutti i cartellini verdi dati a tutte le squadre e, a fine stagione, è previsto un premio per la squadra che ne possiederà di più.

### Calciomercato

#### Sessione estiva (dal 1º/7 al 31/8)
Il Cagliari, retrocesso dalla serie A, rivoluziona pesantemente il proprio organico acquistando, tra gli altri, il portiere Marco Storari dalla Juventus e le punte Niccolò Giannetti dallo Spezia, Federico Melchiorri dal Pescara. L'altra squadra retrocessa, il Cesena, accoglie il portiere Alfred Gomis, in prestito dal Torino e l'attaccante Camillo Ciano dal Crotone. Il Bari si candida al ritorno nella massima divisione, acquistando il fantasista Alessandro Rosina dal Catania e le punte Gianluca Sansone, in prestito dalla Sampdoria, George Pușcaș, in prestito dall'Inter. Il Pescara, dopo la sconfitta nella finale play-off, riparte con il promettente centrocampista Rolando Mandragora, in prestito dal Genoa e Gianluca Lapadula prelevato dal Teramo. Al Livorno arrivano il portiere Carlo Pinsoglio e le punte Gianmario Comi, in prestito dal Milan e Cristian Pasquato, in prestito dalla Juventus.
Il Modena, affidato ad Hernán Crespo, ingaggia il portiere Ivan Provedel, in prestito dal Chievo, il difensore Stefan Popescu dal Cagliari ed i centrocampisti Luca Belingheri dal Livorno e Simone Bentivoglio, svincolato dal Chievo. L'Avellino si rinforza con la giovane promessa dell'Anderlecht Samuel Bastien e gli attaccanti Francesco Tavano (Empoli) e Roberto Insigne (Napoli), fratello minore di Lorenzo. Il Perugia ingaggia tra i pali Antonio Rosati dal Napoli. Lo Spezia inserisce in attacco Emanuele Calaiò dal Catania. Il Trapani preleva Felipe Sodinha dal Brescia. Il Latina potenzia l'attacco con Daniele Corvia dal Brescia, Joseph Minala dalla Lazio, Nicolao Dumitru in prestito dal Napoli e col ritorno di Jefferson dopo l'anno in prestito a Livorno. Il Crotone vede tornare dopo 10 anni tra le sue file il centrocampista Matteo Paro dal Mantova; inoltre prende in prestito dalla Lazio la punta Mamadou Tounkara.
La Pro Vercelli prende a centrocampo Fausto Rossi dalla Juventus. La Virtus Lanciano ingaggia Guido Marilungo, in prestito dall'Atalanta.
Il Como accoglie il portiere Simone Scuffet dall'Udinese, il centrocampista Nicola Madonna e la punta Osarimen Ebagua entrambi dallo Spezia, oltre che Federico Gerardi dal Cittadella e Joshua Brillante dai viola. Il Novara dà fiducia al difensore Magnus Troest dal Lanciano, ai centrocampisti Francesco Signori dal Modena, Nicolas Viola dalla Ternana e Davide Faraoni, in prestito dall'Udinese e alla punta Andrej Gălăbinov dal Livorno. La ripescata Brescia ingaggia i difensori Paolo Castellini dalla Cremonese e Michele Somma dalla Roma, il centrocampista Tomasz Kupisz dal Chievo e le punte Giovanni Abate dal Trapani e Alexandre Geijo dall'Udinese. Infine tra le altre due ripescate, la Virtus Entella ingaggia il portiere Alessandro Iacobucci, svincolato, il difensore Luca Ceccarelli dal Catania, i centrocampisti Abderazzak Jadid dalla Cremonese e Alessio Sestu dal Chievo e la punta Francesco Caputo dal Bari. L'Ascoli ingaggia i difensori Simone Pecorini dall'Empoli, Milan Milanović in prestito dal Palermo, lo svincolato Luca Antonini e le punte Andrea Petagna in prestito dal Milan e Daniele Cacia dal Bologna. Inoltre, a campionato iniziato, integra la rosa con gli ex atalantini Michele Canini in difesa e Luigi Giorgi a centrocampo.

#### Sessione invernale (dal 4/1 al 1°/2)
Il Crotone, dopo aver tesserato a novembre la punta svincolata Raffaele Palladino, ingaggia gli attaccanti Juan Delgado Martínez (dal Fènix) e Nunzio Di Roberto dalla Pro Vercelli e il difensore Pol Garcìa Tena (ex Como) in prestito dalla Juventus. Il Cagliari prende il portiere Rafael in prestito dal Verona ed il centrocampista Antonio Cinelli, dal Vicenza. I veneti ingaggiano l'esperto portiere Francesco Benussi, dal Carpi, i centrocampisti Federico Moretti dal Latina, Juri Cisotti dallo Spezia e Nicola Bellomo in prestito dal Chievo e l'attaccante Osarimen Ebagua dal Como, mentre ai lariani vanno le punte Stefano Pettinari (ex Vicenza) dalla Roma e le punte Abdelkader Ghezzal, svincolato, ed Eric Lanini, dalla Juve, chiuso a Lanciano.
Il Pescara punta dritto alla promozione nella massima serie e dà fiducia in attacco a Daniele Verde, in prestito dalla Roma, dopo la prima parte di stagione al Frosinone e all'argentino Joel Acosta, in prestito dal Boca Juniors, contando inoltre sul ritorno di Cristian Pasquato dal Livorno e del centrocampista Antonio Mazzotta, dal Cesena. Inoltre in difesa può contare sull'esperienza dell'ex sampdoriano Andrea Coda. Il Cesena cede il talentuoso centrocampista Stefano Sensi al Sassuolo ma lo tiene in prestito fino a fine stagione, ottenendo in cambio dalla squadra neroverde il difensore Leonardo Fontanesi, mentre dal Bologna arriva la punta Filippo Falco. Il Perugia rinforza l'attacco col colpo Rolando Bianchi, dal Maiorca e Rodrigo Aguirre, in prestito dall'Udinese, mentre in difesa arriva l'ex senese Mato Miloš, in prestito dal Rijeka e a centrocampo inserisce Salvatore Molina dall'Atalanta, Salvatore Monaco dall'Arezzo e Sanjin Prcić, in prestito dal Torino.
Il Bari ingaggia il difensore Issa Cissokho, in prestito dal Genoa, i centrocampisti Andrea Lazzari (dal Carpi), Jacopo Dezi (dal Napoli) e Joseph Minala dalla Lazio. Il Latina ingaggia il portiere Samir Ujkani dal Genoa, il centrocampista svincolato McDonald Mariga e la punta Richmond Boakye, girata in prestito dall'Atalanta. La Salernitana si affida ai difensori Alessandro Bernardini, svincolato, e Luca Ceccarelli dal Bologna, ai centrocampisti Christopher Oikonomidis e Ronaldo Pompeu, in prestito dalla Lazio, dalla quale arriva anche la punta Mamadou Tounkara, che non ha trovato spazio a Crotone, e Antonio Zito, dall'Avellino. Gli irpini ingaggiano dal Chievo il difensore Raffaele Pucino ed il centrocampista Alessandro Sbaffo, reduci dalla prima parte di stagione rispettivamente con Lanciano e Como, il centrocampista Fabrizio Paghera dal Lancianoiel difensore Francesco Pisano, dal Bolton, cedendo la punta Marcello Trotta al Sassuolo. Il Livorno perde il fantasista Cristian Pasquato, che torna al Pescara, ingaggia i difensori Paolo Regoli dal Latina e Andrés Schetino, in prestito dalla Fiorentina insieme alla punta Jaime Bàez ed il centrocampista Martino Borghese dal Como, Mattia Valoti, dal Verona e Luca Antonini, in prestito dall'Ascoli.
Il Novara si assicura il difensore Andrea Mantovani, dal Vicenza, i centrocampisti Enis Nadarević e Francesco Bolzoni in prestito rispettivamente da Trapani e Palermo, e la punta Davide Lanzafame dal Perugia. Lo Spezia riprende in difesa Filippo De Col dal Cesena, ingaggia il centrocampista Nico Pulzetti dal Bologna e l'attaccante Antonio Piccolo dal Lanciano. Lasciano il club Miguel de Las Cuevas e Josip Brezovec, che passano rispettivamente a Osasuna e Rijeka. Gli abruzzesi del Lanciano scommettono sul portiere Alessio Cragno, in prestito dal Cagliari, sul difensore Simone Salviato dal Bari, sui centrocampisti Mattia Vitale, in prestito dalla Juventus, e Manuel Giandonato, dal Padova e la punta Federico Bonazzoli, in prestito dalla Sampdoria, cedendo il difensore Carlo Mammarella alla Pro Vercelli, che ingaggia anche l'ex attaccante di Cesena e Vicenza Dominique Malonga, dall'Hibernian, la punta Luca Forte dal Pescara e il centrocampista Alessandro Budel dal Brescia. Il Trapani cede il portiere Richard Marcone al Verona, e si riprende il centrocampista Luca Nizzetto dal Modena ed ingaggia la punta Bruno Petković, dal Catania. La squadra emiliana prende il centrocampista Luca Crecco, dalla Lazio ed il difensore Davide Bertoncini dal Frosinone. L'Ascoli si assicura il centrocampista Ismail H'Maidat, appena ceduto dal Brescia alla Roma, l'altro centrocampista Tommaso Bianchi dal Leeds e la punta Doudou Mangni dall'Atalanta, alla quale andrà a giugno Andrea Petagna. La Virtus Entella tessera il difensore Simone Benedetti in prestito dal Cagliari e per l'attacco ottiene dal Perugia Samuel Di Carmine. Il Brescia persi giovani come Marco Valotti e Ismail H'Maidat, prende il centrocampista Amidu Salifu dalla Fiorentina, ed il difensore Arturo Calabresi dal Livorno, via Roma. La Ternana cede Salif Dianda al Martina, prende in prestito il centrocampista Gennaro Troianiello dalla Salernitana e tessera il difensore svincolato Fabiano Santacroce.

### Avvenimenti

#### Girone d'andata
Inizialmente parte forte il Livorno che dopo 4 giornate è capolista solitaria, ma non restano certo a guardare le retrocesse dello scorso anno dalla Serie A Cagliari e Cesena. Inaspettatamente dopo aver perso alla prima giornata 4-0 al Sant'Elia contro il Cagliari, è però il Crotone che all'8ª giornata prende il comando della serie cadetta, restando in vetta solitaria per due volte: prima dall'ottava all'undicesima giornata, e poi in un secondo tempo dalla sedicesima alla ventesima, ma non finiscono qui le sorprese. Infatti anche il Novara a sorpresa si trova nella zona alta della classifica con 7 risultati utili consecutivi e in ripresa dopo un avvio terribile, ma figura anche una Virtus Entella vogliosa di riscatto, vincendo col Cesena all'esordio dopo il ripescaggio, e per la sua prima volta in Serie B colleziona 12 risultati utili consecutivi, portandosi a casa 22 punti merito di 5 vittorie e 7 pareggi.
Nelle ultime giornate ci sono importanti sorpassi come quelli del Pescara e del Brescia che si assestano nelle zone di vertice, e Ascoli e Modena che escono invece dalla zona retrocessione, mentre particolarmente oscuro si rivela il periodo per il Livorno che dopo 4 vittorie consecutive si ritrova a scendere vorticosamente dalla testa della classifica a +3 dalla zona retrocessione, collezionando 3 pareggi e 7 sconfitte nelle ultime 10 giornate, assieme al Vicenza che dopo la straordinaria stagione dello scorso anno, ottiene 7 risultati negativi con 4 sconfitte e 2 pareggi nelle ultime 6 gare. Molto criticato anche il tecnico Nicola del Bari che dopo 3 sconfitte consecutive e l'ascesa dal 3° al 5°, viene esonerato dopo le due sconfitte rimediate con Brescia e, soprattutto, Trapani. Rispetto al Cagliari, il Cesena è meno continuo in fatto di continuità ai risultati, infatti i sardi (in positivo) realizzano 6 risultati utili consecutivi (5 vittorie e 1 pareggio), i romagnoli non vanno invece oltre una striscia positiva di 4 risultati (3 vittorie e 1 pareggio).
Il girone d'andata si conclude comunque con il Cagliari campione d'inverno con 46 punti a +1 dal Crotone e nelle zone alte della classifica delle inaspettate Novara, Brescia e le favorite Pescara, Bari e il Cesena, cadendo in casa contro un Avellino in gran spolvero (in risalita gli irpini, grazie alle loro cinque vittorie consecutive), non riesce ad aggrappare il Bari a quota 35.
Nella parte bassa della classifica, il Como chiude con soli 14 punti, con 7 lunghezze di ritardo rispetto alla zona play out. Sopra ai lombardi ben 9 squadre sono racchiuse in 6 punti: Lanciano (18), Salernitana (20), Vicenza (21), con una partita da recuperare), Latina (22), Ascoli e Livorno (23), Modena, Pro Vercelli e Ternana (24). Per gli umbri, visto l'inizio disastroso (1 punto in 5 partite), chiudere il girone d'andata 2 punti sopra la zona play-out è un risultato decisamente importante.

#### Girone di ritorno
Nel girone di ritorno continua il duello testa a testa tra i sardi e il Crotone, che per lunghi tratti del campionato cadetto rimane in testa; nelle posizioni di vertice c'e l'ascesa sorprendente del Trapani di Serse Cosmi che con un calcio pratico, riesce a scalare la classifica riuscendo ad arrivare terza qualificandosi ai play-off, con Pescara, Bari, Cesena, Spezia e Novara, per l'ultimo posto utile per la promozione. Rimane fuori dalla griglia play-off l'Entella nonostante il buon girone di ritorno.
Il Cagliari vince il suo primo campionato di Serie B con 83 punti, frutto di 25 vittorie, 8 pareggi e 9 sconfitte. Lo segue in Serie A il Crotone, con 82 punti, frutto di 23 vittorie, 13 pareggi e 6 sconfitte.
In zona retrocessione il Lanciano nonostante un ottimo girone di ritorno è costretto ai playout con la Salernitana; pesano però in questo caso i punti di penalizzazione inflitti alla società abruzzese dalla Lega; retrocedono in Lega Pro direttamente il Livorno, beffato proprio all'ultima giornata dai frentani con un pareggio, facendo sì che per la prima volta nella storia della Serie B una squadra che è stata in testa in solitaria retrocedesse direttamente sul campo, il Modena e il Como, mentre ai play out si affrontano Salernitana e Virtus Lanciano.

#### Play-off e play-out

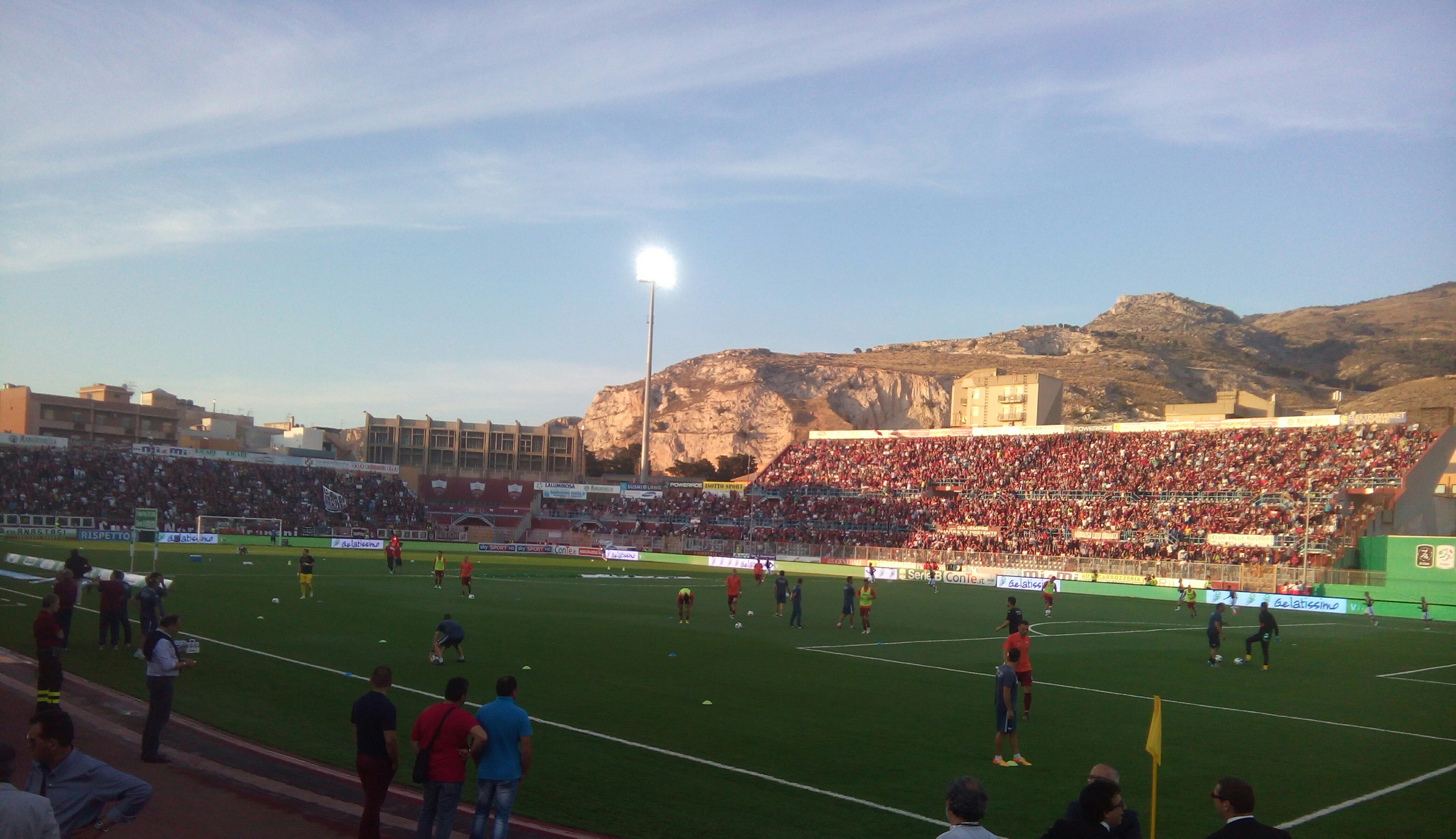
Il prepartita della finale di B tra Trapani e Pescara al Provinciale

Nel primo turno dei playoff, a gara unica, vincono lo Spezia a Cesena e il Novara a Bari (ai tempi supplementari).
Le semifinali vedono scontrarsi lo Spezia con il Trapani e il Novara con il Pescara, e si concludono con le vittorie dei siciliani e degli abruzzesi.
Nella finale di andata a Pescara i padroni di casa si impongono per 2-0, mentre al provinciale di Trapani finisce in parità, 1-1. Il Pescara torna quindi nella massima serie, mentre per i granata sfuma la prima promozione in A della loro storia.
Nei play out la Salernitana vince entrambe le gare contro la Virtus Lanciano, la prima per 4-1 e la seconda per 1-0, rimanendo così nel campionato cadetto e condannando gli abruzzesi alla retrocessione in Lega Pro ma successivamente la squadra frentana viene dichiarata fallita e non si iscrive a nessun campionato.

## Squadre partecipanti
| Club            | Stagione | Città         | Stadio                                             | Stagione precedente                                         |
| --------------- | -------- | ------------- | -------------------------------------------------- | ----------------------------------------------------------- |
| Ascoli          | dettagli | Ascoli Piceno | Stadio Cino e Lillo Del Duca                       | 2º posto nel girone B di Lega Pro, promosso                 |
| Avellino        | dettagli | Avellino      | Stadio Partenio-Adriano Lombardi                   | 8º posto in Serie B                                         |
| Bari            | dettagli | Bari          | Stadio San Nicola                                  | 10º posto in Serie B                                        |
| Brescia         | dettagli | Brescia       | Stadio Mario Rigamonti                             | 20º posto in Serie B, ripescato                             |
| Cagliari        | dettagli | Cagliari      | Stadio Sant'Elia                                   | 18º posto in Serie A, retrocesso                            |
| Cesena          | dettagli | Cesena        | Orogel Stadium-Dino Manuzzi                        | 19º posto in Serie A, retrocesso                            |
| Como            | dettagli | Como          | Stadio Giuseppe Sinigaglia                         | 4º posto nel girone A di Lega Pro, promosso dopo i play-off |
| Crotone         | dettagli | Crotone       | Stadio Ezio Scida                                  | 16º posto in Serie B                                        |
| Latina          | dettagli | Latina        | Stadio Domenico Francioni                          | 13º posto in Serie B                                        |
| Livorno         | dettagli | Livorno       | Stadio Armando Picchi                              | 9º posto in Serie B                                         |
| Modena          | dettagli | Modena        | Stadio Alberto Braglia                             | 17º posto in Serie B                                        |
| Novara          | dettagli | Novara        | Stadio Silvio Piola                                | 1º posto nel girone A di Lega Pro, promosso                 |
| Perugia         | dettagli | Perugia       | Stadio Renato Curi                                 | 6º posto in Serie B                                         |
| Pescara         | dettagli | Pescara       | Stadio Adriatico-Giovanni Cornacchia               | 7º posto in Serie B                                         |
| Pro Vercelli    | dettagli | Vercelli      | Stadio Silvio Piola                                | 15º posto in Serie B                                        |
| Salernitana     | dettagli | Salerno       | Stadio Arechi                                      | 1º posto nel girone C di Lega Pro, promosso                 |
| Spezia          | dettagli | La Spezia     | Stadio Alberto Picco                               | 5º posto in Serie B                                         |
| Ternana         | dettagli | Terni         | Stadio Libero Liberati                             | 12º posto in Serie B                                        |
| Trapani         | dettagli | Trapani       | Stadio Polisportivo Provinciale (Erice-Casa Santa) | 11º posto in Serie B                                        |
| Vicenza         | dettagli | Vicenza       | Stadio Romeo Menti                                 | 3º posto in Serie B                                         |
| Virtus Entella  | dettagli | Chiavari (GE) | Stadio Comunale                                    | 18º posto in Serie B                                        |
| Virtus Lanciano | dettagli | Lanciano (CH) | Stadio Guido Biondi                                | 14º posto in Serie B                                        |

## Allenatori e primatisti
| Squadra         | Allenatore | Calciatore più presente                                                | Cannoniere                                |
| --------------- | --- | ---------------------------------------------------------------------- | ----------------------------------------- |
| Ascoli          | Mario Petrone (1ª-11ª) Devis Mangia (12ª-40ª) Paolo Cozzi (41ª-42ª)                                                           | Daniele Cacia, Jakub Jankto (34)                                       | Daniele Cacia (17)                        |
| Avellino        | Attilio Tesser (1ª-32ª) Dario Marcolin (33ª-37ª) Attilio Tesser (38ª-42ª)                                                     | Pierluigi Frattali (41)                                                | Benjamin Mokulu (12)                      |
| Bari            | Davide Nicola (1ª-21ª) Andrea Camplone (22ª-42ª e play-off)                                                                   | Alessandro Rosina (40)                                                 | Riccardo Maniero (13)                     |
| Brescia         | Roberto Boscaglia | Stefano Minelli, Tomasz Kupisz, Antonio Caracciolo, Carlos Embalo (40) | Alexandre Geijo, Andrea Caracciolo (11)   |
| Cagliari        | Massimo Rastelli | Marco Storari (41)                                                     | Diego Farias (14)                         |
| Cesena          | Massimo Drago | Alfred Gomis (38)                                                      | Camillo Ciano (11)                        |
| Como            | Carlo Sabatini (1ª-11ª) Gianluca Festa (12ª-31ª) Stefano Cuoghi (32ª-42ª)                                                     | Andrea Marconi (37)                                                    | Simone Ganz (16)                          |
| Crotone         | Ivan Jurić | Alex Cordaz (42)                                                       | Ante Budimir (16)                         |
| Latina          | Mark Iuliano (1ª-11ª) Mario Somma (12ª-28ª) Andrea Chiappini (29ª-30ª) Carmine Gautieri (31ª-42ª)                             | Paolo Hernán Dellafiore (40)                                           | Boadu Maxwell Acosty, Nicolao Dumitru (7) |
| Livorno         | Christian Panucci (1ª-14ª) Bortolo Mutti (15ª-23ª) Christian Panucci (24ª-32ª) Franco Colomba (33ª-36ª) Ezio Gelain (37ª-42ª) | Carlo Pinsoglio (36)                                                   | Daniele Vantaggiato (15)                  |
| Modena          | Hernán Crespo (1ª-33ª) Cristiano Bergodi (34ª-42ª)                                                                            | Matteo Rubin (40)                                                      | Davide Luppi (9)                          |
| Novara          | Marco Baroni | Simone Corazza (39)                                                    | Felice Evacuo (13)                        |
| Perugia         | Pierpaolo Bisoli | Antonio Rosati (42)                                                    | Matteo Ardemagni (11)                     |
| Pescara         | Massimo Oddo | Gianluca Lapadula (40)                                                 | Gianluca Lapadula (27)                    |
| Pro Vercelli    | Cristiano Scazzola (1ª-7ª) Claudio Foscarini (8ª-42ª)                                                                         | Ettore Marchi (41)                                                     | Mattia Mustacchio (7)                     |
| Salernitana     | Vincenzo Torrente (1ª-24ª) Leonardo Menichini (25ª-42ª e play-out)                                                            | Massimo Coda (40)                                                      | Massimo Coda (15)                         |
| Spezia          | Nenad Bjelica (1ª-14ª) Domenico Di Carlo (15ª-42ª e play-off)                                                                 | Leandro Chichizola (42)                                                | Nenè (11)                                 |
| Ternana         | Domenico Toscano (1ª-4ª) Stefano Avincola (5ª) Roberto Breda (6ª-42ª)                                                         | Alejandro Damián González, César Falletti (40)                         | Fabio Ceravolo (12)                       |
| Trapani         | Serse Cosmi | Simone Rizzato (42)                                                    | Nicola Citro (12)                         |
| Vicenza         | Pasquale Marino (1ª-31ª) Franco Lerda (32ª-42ª)                                                                               | Mario Sampirisi (38)                                                   | Filip Raičević (11)                       |
| Virtus Entella  | Alfredo Aglietti | Alessandro Iacobucci, Luca Ceccarelli (41)                             | Francesco Caputo (17)                     |
| Virtus Lanciano | Roberto D'Aversa (1ª-24ª) Primo Maragliulo (25ª-42ª e play-out)                                                               | Federico Di Francesco (36)                                             | Nicola Ferrari (9)                        |

## Classifica finale
|  | Pos. | Squadra              | Punti | G  | V  | N  | P  | GF | GS | DR  |
|  | ---- | -------------------- | ----- | -- | -- | -- | -- | -- | -- | --- |
|  | 1.   | Cagliari             | 83    | 42 | 25 | 8  | 9  | 78 | 41 | +37 |
|  | 2.   | Crotone              | 82    | 42 | 23 | 13 | 6  | 61 | 36 | +25 |
|  | 3.   | Trapani              | 73    | 42 | 20 | 13 | 9  | 64 | 49 | +15 |
|  | 4.   | Pescara              | 72    | 42 | 21 | 9  | 12 | 69 | 52 | +17 |
|  | 5.   | Bari                 | 68    | 42 | 19 | 11 | 12 | 58 | 48 | +10 |
|  | 6.   | Cesena               | 68    | 42 | 19 | 11 | 12 | 57 | 37 | +20 |
|  | 7.   | Spezia               | 66    | 42 | 17 | 15 | 10 | 47 | 45 | +2  |
|  | 8.   | Novara (-2)          | 65    | 42 | 19 | 10 | 13 | 57 | 35 | +22 |
|  | 9.   | Virtus Entella       | 64    | 42 | 17 | 13 | 12 | 51 | 40 | +11 |
|  | 10.  | Perugia              | 55    | 42 | 14 | 13 | 15 | 40 | 40 | 0   |
|  | 11.  | Brescia              | 54    | 42 | 14 | 12 | 16 | 55 | 64 | −9  |
|  | 12.  | Ternana              | 53    | 42 | 15 | 8  | 19 | 50 | 56 | −6  |
|  | 13.  | Vicenza              | 49    | 42 | 11 | 16 | 15 | 41 | 53 | −12 |
|  | 14.  | Avellino             | 49    | 42 | 13 | 10 | 19 | 52 | 66 | −14 |
|  | 15.  | Ascoli               | 47    | 42 | 13 | 8  | 21 | 45 | 64 | −19 |
|  | 16.  | Latina               | 46    | 42 | 10 | 16 | 16 | 44 | 51 | −7  |
|  | 17.  | Pro Vercelli         | 46    | 42 | 11 | 13 | 18 | 43 | 53 | −10 |
|  | 18.  | Salernitana          | 45    | 42 | 9  | 18 | 15 | 48 | 62 | −14 |
|  | 19.  | Virtus Lanciano (-4) | 44    | 42 | 12 | 12 | 18 | 43 | 56 | −13 |
|  | 20.  | Livorno              | 42    | 42 | 10 | 12 | 20 | 45 | 57 | −12 |
|  | 21.  | Modena               | 42    | 42 | 11 | 9  | 22 | 37 | 55 | −18 |
|  | 22.  | Como                 | 33    | 42 | 5  | 18 | 19 | 39 | 64 | −25 |

Legenda:
      Promosso in Serie A 2016-2017.
  Partecipa ai play-off o ai play-out.
      Retrocesso in Lega Pro 2016-2017.
Regolamento:
Tre punti a vittoria, uno a pareggio, zero a sconfitta.
In caso di arrivo di due o più squadre a pari punti, la graduatoria verrà stilata secondo la classifica avulsa tra le squadre interessate che prevede, in ordine, i seguenti criteri::
- Punti negli scontri diretti.
- Differenza reti negli scontri diretti.
- Differenza reti generale.
- Reti realizzate in generale.
- Sorteggio.

Note:
Il Virtus Lanciano ha scontato 4 punti di penalizzazione.
Il Novara ha scontato 2 punti di penalizzazione.

### Squadra campione
| Formazione tipo | Giocatori (presenze)         |
| --- | ---------------------------- |
| Storari Pisacane Salamon Ceppitelli Murru Munari Di Gennaro Fossati João Pedro Farias Sau | Marco Storari (41)           |
| Storari Pisacane Salamon Ceppitelli Murru Munari Di Gennaro Fossati João Pedro Farias Sau | Fabio Pisacane (30)          |
| Storari Pisacane Salamon Ceppitelli Murru Munari Di Gennaro Fossati João Pedro Farias Sau | Bartosz Salamon (34)         |
| Storari Pisacane Salamon Ceppitelli Murru Munari Di Gennaro Fossati João Pedro Farias Sau | Luca Ceppitelli (26)         |
| Storari Pisacane Salamon Ceppitelli Murru Munari Di Gennaro Fossati João Pedro Farias Sau | Nicola Murru (28)            |
| Storari Pisacane Salamon Ceppitelli Murru Munari Di Gennaro Fossati João Pedro Farias Sau | Gianni Munari (20)           |
| Storari Pisacane Salamon Ceppitelli Murru Munari Di Gennaro Fossati João Pedro Farias Sau | Davide Di Gennaro (31)       |
| Storari Pisacane Salamon Ceppitelli Murru Munari Di Gennaro Fossati João Pedro Farias Sau | Marco Fossati (36)           |
| Storari Pisacane Salamon Ceppitelli Murru Munari Di Gennaro Fossati João Pedro Farias Sau | João Pedro (38)              |
| Storari Pisacane Salamon Ceppitelli Murru Munari Di Gennaro Fossati João Pedro Farias Sau | Marco Sau (28)               |
| Storari Pisacane Salamon Ceppitelli Murru Munari Di Gennaro Fossati João Pedro Farias Sau | Diego Farias (34)            |
| Storari Pisacane Salamon Ceppitelli Murru Munari Di Gennaro Fossati João Pedro Farias Sau | Allenatore: Massimo Rastelli |
| Altri giocatori: Niccolò Giannetti (29), Federico Melchiorri (27), Antonio Balzano (25), Andrés Tello (24), Alberto Cerri (24), Luka Krajnc (21), Alessandro Deiola (21), Daniele Dessena (16), Marco Capuano (15), Antonio Barreca (15), Antonio Cinelli (12), Nicolò Barella (5), Santiago Colombatto (5), Simone Benedetti (3), Rafael (1) |                              |

## Risultati

### Tabellone
Ogni riga indica i risultati casalinghi della squadra segnata a inizio della riga, contro le squadre segnate colonna per colonna (che invece avranno giocato l'incontro in trasferta). Al contrario, leggendo la colonna di una squadra si avranno i risultati ottenuti dalla stessa in trasferta, contro le squadre segnate in ogni riga, che invece avranno giocato l'incontro in casa.
|                 | Asc  | Ave  | Bar  | Bre  | Cag  | Ces  | Com  | Cro  | Lat  | Liv  | Mod  | Nov  | Per  | Pes  | PVe  | Sal  | Spe  | Ter  | Tra  | Vic  | VEn  | VLa  |
| --------------- | ---- | ---- | ---- | ---- | ---- | ---- | ---- | ---- | ---- | ---- | ---- | ---- | ---- | ---- | ---- | ---- | ---- | ---- | ---- | ---- | ---- | ---- |
| Ascoli          | –––– | 3-4  | 0-1  | 0-0  | 2-1  | 1-3  | 1-0  | 0-1  | 0-0  | 1-3  | 2-1  | 1-3  | 1-0  | 3-1  | 0-1  | 2-2  | 3-0  | 1-0  | 0-0  | 1-2  | 1-0  | 1-0  |
| Avellino        | 3-0  | –––– | 1-1  | 3-3  | 1-2  | 1-2  | 1-1  | 0-0  | 3-1  | 2-1  | 2-0  | 0-0  | 1-2  | 1-3  | 1-0  | 1-0  | 0-1  | 0-2  | 1-3  | 1-4  | 2-0  | 3-2  |
| Bari            | 3-0  | 2-1  | –––– | 1-2  | 0-3  | 0-0  | 3-0  | 2-3  | 0-0  | 1-0  | 1-1  | 1-1  | 1-0  | 0-0  | 6-2  | 2-1  | 4-3  | 4-0  | 1-2  | 2-1  | 0-0  | 1-0  |
| Brescia         | 2-2  | 1-0  | 2-3  | –––– | 4-0  | 2-1  | 2-1  | 3-0  | 1-0  | 1-3  | 2-2  | 0-0  | 2-2  | 2-0  | 2-0  | 2-2  | 1-1  | 0-0  | 3-0  | 0-1  | 2-0  | 2-1  |
| Cagliari        | 3-0  | 2-1  | 2-1  | 6-0  | –––– | 3-1  | 1-1  | 4-0  | 3-2  | 2-2  | 2-1  | 0-1  | 0-2  | 2-1  | 3-0  | 3-0  | 1-2  | 1-0  | 4-1  | 2-0  | 1-0  | 1-1  |
| Cesena          | 3-0  | 1-2  | 0-2  | 2-0  | 2-0  | –––– | 3-1  | 2-1  | 3-0  | 1-0  | 2-0  | 1-0  | 2-1  | 1-0  | 2-1  | 1-2  | 5-1  | 4-0  | 0-0  | 1-1  | 2-0  | 2-0  |
| Como            | 0-4  | 0-1  | 1-1  | 1-3  | 1-1  | 1-3  | –––– | 0-1  | 1-1  | 1-2  | 1-1  | 1-1  | 1-0  | 0-2  | 1-1  | 2-1  | 4-0  | 1-2  | 0-0  | 1-1  | 1-1  | 1-1  |
| Crotone         | 2-0  | 3-1  | 4-1  | 1-1  | 3-1  | 2-0  | 2-0  | –––– | 1-1  | 3-0  | 1-0  | 2-1  | 1-2  | 4-2  | 1-1  | 4-0  | 0-0  | 3-0  | 0-0  | 2-0  | 1-0  | 1-0  |
| Latina          | 1-0  | 3-0  | 1-2  | 2-2  | 1-3  | 1-0  | 1-1  | 2-2  | –––– | 3-1  | 0-1  | 1-0  | 2-1  | 0-1  | 1-0  | 2-2  | 0-0  | 1-2  | 1-1  | 2-1  | 0-1  | 2-2  |
| Livorno         | 1-3  | 1-1  | 1-2  | 3-1  | 1-1  | 1-1  | 1-1  | 0-0  | 1-0  | –––– | 2-0  | 0-1  | 1-1  | 4-0  | 0-1  | 0-0  | 1-2  | 1-0  | 2-0  | 2-2  | 0-0  | 2-2  |
| Modena          | 2-1  | 1-1  | 2-1  | 1-0  | 1-2  | 0-0  | 1-2  | 1-1  | 0-2  | 1-0  | –––– | 3-0  | 3-0  | 2-5  | 1-0  | 2-0  | 1-1  | 1-0  | 1-4  | 0-1  | 0-1  | 1-0  |
| Novara          | 2-0  | 4-1  | 1-2  | 4-0  | 1-0  | 0-0  | 0-2  | 0-1  | 1-1  | 2-1  | 4-0  | –––– | 2-2  | 1-0  | 1-1  | 1-1  | 1-0  | 1-2  | 4-1  | 4-0  | 1-0  | 4-1  |
| Perugia         | 0-2  | 2-0  | 0-0  | 4-0  | 0-0  | 0-0  | 2-0  | 0-0  | 2-0  | 4-1  | 1-0  | 1-4  | –––– | 0-4  | 1-2  | 1-1  | 0-0  | 1-0  | 0-2  | 0-1  | 0-0  | 2-0  |
| Pescara         | 2-2  | 3-2  | 3-1  | 2-1  | 1-0  | 1-0  | 2-1  | 4-1  | 1-1  | 2-1  | 1-0  | 1-2  | 2-1  | –––– | 1-0  | 1-1  | 2-2  | 1-2  | 1-2  | 1-1  | 2-0  | 4-0  |
| Pro Vercelli    | 1-1  | 1-1  | 0-1  | 2-1  | 1-2  | 2-0  | 2-0  | 0-2  | 1-1  | 1-0  | 1-1  | 0-1  | 0-1  | 5-2  | –––– | 1-1  | 0-1  | 1-2  | 1-1  | 2-1  | 2-3  | 2-1  |
| Salernitana     | 2-0  | 3-1  | 3-4  | 3-0  | 0-2  | 1-1  | 1-0  | 1-1  | 3-2  | 3-1  | 0-0  | 1-0  | 1-1  | 2-2  | 1-2  | –––– | 0-2  | 2-1  | 0-1  | 0-0  | 2-2  | 1-3  |
| Spezia          | 0-0  | 1-1  | 0-0  | 2-1  | 0-3  | 1-1  | 1-1  | 0-1  | 2-1  | 3-0  | 2-0  | 1-0  | 1-0  | 0-1  | 1-1  | 3-1  | –––– | 1-0  | 1-2  | 1-0  | 0-0  | 2-0  |
| Ternana         | 1-3  | 0-3  | 3-0  | 3-2  | 1-1  | 1-1  | 4-0  | 1-2  | 0-0  | 2-3  | 2-1  | 2-0  | 0-1  | 1-0  | 2-2  | 4-0  | 1-2  | –––– | 1-0  | 2-0  | 1-2  | 1-1  |
| Trapani         | 4-3  | 2-1  | 1-0  | 3-0  | 2-2  | 2-1  | 2-2  | 3-0  | 1-2  | 1-0  | 2-1  | 0-0  | 0-0  | 0-3  | 1-1  | 1-1  | 5-1  | 3-0  | –––– | 1-2  | 4-2  | 1-1  |
| Vicenza         | 3-0  | 0-0  | 0-0  | 1-2  | 0-2  | 1-1  | 3-3  | 0-0  | 1-1  | 2-0  | 2-1  | 0-2  | 0-0  | 2-2  | 1-1  | 0-0  | 0-3  | 2-1  | 1-2  | –––– | 2-1  | 0-2  |
| Virtus Entella  | 4-0  | 4-0  | 2-0  | 0-0  | 1-3  | 2-1  | 2-2  | 1-2  | 1-0  | 0-0  | 1-0  | 1-0  | 2-1  | 0-0  | 1-0  | 1-0  | 2-2  | 2-2  | 4-0  | 4-1  | –––– | 1-1  |
| Virtus Lanciano | 2-0  | 1-2  | 1-0  | 1-0  | 1-3  | 2-0  | 1-0  | 1-1  | 2-1  | 2-1  | 2-1  | 2-1  | 0-1  | 1-2  | 1-0  | 2-2  | 0-0  | 1-1  | 0-3  | 0-0  | 1-2  | –––– |

### Calendario
Il calendario del campionato è stato presentato dalla Lega Serie B il 25 agosto 2015, presso l'Aurum a Pescara.
| andata (1ª) | andata (1ª) | 1ª giornata                  | ritorno (22ª) | ritorno (22ª) |
|             |             |                              |               |               |
| 15 set.     | 1-0         | Ascoli-Virtus Entella        | 0-4           | 18 gen.       |
| 6 set.      | 4-3         | Bari-Spezia                  | 0-0           | 15 gen.       |
| 7 set.      | 4-0         | Cagliari-Crotone             | 1-3           | 18 gen.       |
| 5 set.      | 2-0         | Cesena-Brescia               | 1-2           | 17 gen.       |
| 6 set.      | 4-0         | Livorno-Pescara              | 1-2           | 16 gen.       |
| 6 set.      | 0-1         | Modena-Vicenza               | 1-2           | 16 gen.       |
| 6 set.      | 1-1         | Novara-Latina                | 0-1           | 16 gen.       |
| 6 set.      | 2-0         | Perugia-Como                 | 0-1           | 16 gen.       |
| 6 set.      | 2-1         | Pro Vercelli-Virtus Lanciano | 0-1           | 16 gen.       |
| 6 set.      | 3-1         | Salernitana-Avellino         | 0-1           | 16 gen.       |
| 6 set.      | 3-0         | Trapani-Ternana              | 0-1           | 16 gen.       |

| andata (2ª) | andata (2ª) | 2ª giornata            | ritorno (23ª) | ritorno (23ª) |
|             |             |                        |               |               |
| 12 set.     | 2-0         | Avellino-Modena        | 1-1           | 23 gen.       |
| 12 set.     | 2-2         | Brescia-Salernitana    | 0-3           | 22 gen.       |
| 12 set.     | 1-2         | Como-Livorno           | 1-1           | 25 gen.       |
| 12 set.     | 2-1         | Crotone-Novara         | 1-0           | 23 gen.       |
| 14 set.     | 1-1         | Latina-Trapani         | 2-1           | 23 gen.       |
| 11 set.     | 2-1         | Pescara-Perugia        | 4-0           | 24 gen.       |
| 13 set.     | 1-1         | Spezia-Pro Vercelli    | 1-0           | 23 gen.       |
| 12 set.     | 1-1         | Ternana-Cagliari       | 0-1           | 23 gen.       |
| 12 set.     | 0-0         | Vicenza-Bari           | 1-2           | 23 gen.       |
| 12 set.     | 2-1         | Virtus Entella-Cesena  | 0-2           | 23 gen.       |
| 12 set.     | 2-0         | Virtus Lanciano-Ascoli | 0-1           | 23 gen.       |

| andata (1ª) | andata (1ª) | 1ª giornata                  | ritorno (22ª) | ritorno (22ª) |
|             |             |                              |               |               |
| 15 set.     | 1-0         | Ascoli-Virtus Entella        | 0-4           | 18 gen.       |
| 6 set.      | 4-3         | Bari-Spezia                  | 0-0           | 15 gen.       |
| 7 set.      | 4-0         | Cagliari-Crotone             | 1-3           | 18 gen.       |
| 5 set.      | 2-0         | Cesena-Brescia               | 1-2           | 17 gen.       |
| 6 set.      | 4-0         | Livorno-Pescara              | 1-2           | 16 gen.       |
| 6 set.      | 0-1         | Modena-Vicenza               | 1-2           | 16 gen.       |
| 6 set.      | 1-1         | Novara-Latina                | 0-1           | 16 gen.       |
| 6 set.      | 2-0         | Perugia-Como                 | 0-1           | 16 gen.       |
| 6 set.      | 2-1         | Pro Vercelli-Virtus Lanciano | 0-1           | 16 gen.       |
| 6 set.      | 3-1         | Salernitana-Avellino         | 0-1           | 16 gen.       |
| 6 set.      | 3-0         | Trapani-Ternana              | 0-1           | 16 gen.       |

| andata (2ª) | andata (2ª) | 2ª giornata            | ritorno (23ª) | ritorno (23ª) |
|             |             |                        |               |               |
| 12 set.     | 2-0         | Avellino-Modena        | 1-1           | 23 gen.       |
| 12 set.     | 2-2         | Brescia-Salernitana    | 0-3           | 22 gen.       |
| 12 set.     | 1-2         | Como-Livorno           | 1-1           | 25 gen.       |
| 12 set.     | 2-1         | Crotone-Novara         | 1-0           | 23 gen.       |
| 14 set.     | 1-1         | Latina-Trapani         | 2-1           | 23 gen.       |
| 11 set.     | 2-1         | Pescara-Perugia        | 4-0           | 24 gen.       |
| 13 set.     | 1-1         | Spezia-Pro Vercelli    | 1-0           | 23 gen.       |
| 12 set.     | 1-1         | Ternana-Cagliari       | 0-1           | 23 gen.       |
| 12 set.     | 0-0         | Vicenza-Bari           | 1-2           | 23 gen.       |
| 12 set.     | 2-1         | Virtus Entella-Cesena  | 0-2           | 23 gen.       |
| 12 set.     | 2-0         | Virtus Lanciano-Ascoli | 0-1           | 23 gen.       |

| andata (3ª) | andata (3ª) | 3ª giornata             | ritorno (24ª) | ritorno (24ª) |
|             |             |                         |               |               |
| 19 set.     | 1-3         | Ascoli-Cesena           | 0-3           | 30 gen.       |
| 19 set.     | 0-0         | Bari-Pescara            | 1-3           | 30 gen.       |
| 19 set.     | 2-1         | Cagliari-Avellino       | 2-1           | 29 gen.       |
| 18 set.     | 3-1         | Livorno-Brescia         | 3-1           | 30 gen.       |
| 18 set.     | 1-0         | Modena-Ternana          | 1-2           | 30 gen.       |
| 19 set.     | 1-0         | Novara-Virtus Entella   | 0-1           | 31 gen.       |
| 19 set.     | 0-0         | Perugia-Crotone         | 2-1           | 30 gen.       |
| 19 set.     | 1-1         | Pro Vercelli-Latina     | 0-1           | 30 gen.       |
| 19 set.     | 0-2         | Salernitana-Spezia      | 1-3           | 1° feb.       |
| 19 set.     | 1-1         | Trapani-Virtus Lanciano | 3-0           | 30 gen.       |
| 19 set.     | 3-3         | Vicenza-Como            | 1-1           | 30 gen.       |

| andata (4ª) | andata (4ª) | 4ª giornata             | ritorno (25ª) | ritorno (25ª) |
|             |             |                         |               |               |
| 22 set.     | 0-0         | Avellino-Novara         | 1-4           | 6 feb.        |
| 22 set.     | 2-0         | Brescia-Pro Vercelli    | 1-2           | 6 feb.        |
| 22 set.     | 2-0         | Cesena-Modena           | 0-0           | 7 feb.        |
| 22 set.     | 0-0         | Como-Trapani            | 2-2           | 8 feb.        |
| 22 set.     | 4-1         | Crotone-Bari            | 3-2           | 5 feb.        |
| 22 set.     | 1-0         | Latina-Ascoli           | 0-0           | 6 feb.        |
| 22 set.     | 1-1         | Pescara-Salernitana     | 2-2           | 6 feb.        |
| 22 set.     | 1-0         | Spezia-Perugia          | 0-0           | 6 feb.        |
| 21 set.     | 2-3         | Ternana-Livorno         | 0-1           | 6 feb.        |
| 22 set.     | 1-3         | Virtus Entella-Cagliari | 0-1           | 6 feb.        |
| 22 set.     | 0-0         | Virtus Lanciano-Vicenza | 2-0           | 6 feb.        |

| andata (3ª) | andata (3ª) | 3ª giornata             | ritorno (24ª) | ritorno (24ª) |
|             |             |                         |               |               |
| 19 set.     | 1-3         | Ascoli-Cesena           | 0-3           | 30 gen.       |
| 19 set.     | 0-0         | Bari-Pescara            | 1-3           | 30 gen.       |
| 19 set.     | 2-1         | Cagliari-Avellino       | 2-1           | 29 gen.       |
| 18 set.     | 3-1         | Livorno-Brescia         | 3-1           | 30 gen.       |
| 18 set.     | 1-0         | Modena-Ternana          | 1-2           | 30 gen.       |
| 19 set.     | 1-0         | Novara-Virtus Entella   | 0-1           | 31 gen.       |
| 19 set.     | 0-0         | Perugia-Crotone         | 2-1           | 30 gen.       |
| 19 set.     | 1-1         | Pro Vercelli-Latina     | 0-1           | 30 gen.       |
| 19 set.     | 0-2         | Salernitana-Spezia      | 1-3           | 1° feb.       |
| 19 set.     | 1-1         | Trapani-Virtus Lanciano | 3-0           | 30 gen.       |
| 19 set.     | 3-3         | Vicenza-Como            | 1-1           | 30 gen.       |

| andata (4ª) | andata (4ª) | 4ª giornata             | ritorno (25ª) | ritorno (25ª) |
|             |             |                         |               |               |
| 22 set.     | 0-0         | Avellino-Novara         | 1-4           | 6 feb.        |
| 22 set.     | 2-0         | Brescia-Pro Vercelli    | 1-2           | 6 feb.        |
| 22 set.     | 2-0         | Cesena-Modena           | 0-0           | 7 feb.        |
| 22 set.     | 0-0         | Como-Trapani            | 2-2           | 8 feb.        |
| 22 set.     | 4-1         | Crotone-Bari            | 3-2           | 5 feb.        |
| 22 set.     | 1-0         | Latina-Ascoli           | 0-0           | 6 feb.        |
| 22 set.     | 1-1         | Pescara-Salernitana     | 2-2           | 6 feb.        |
| 22 set.     | 1-0         | Spezia-Perugia          | 0-0           | 6 feb.        |
| 21 set.     | 2-3         | Ternana-Livorno         | 0-1           | 6 feb.        |
| 22 set.     | 1-3         | Virtus Entella-Cagliari | 0-1           | 6 feb.        |
| 22 set.     | 0-0         | Virtus Lanciano-Vicenza | 2-0           | 6 feb.        |

| andata (5ª) | andata (5ª) | 5ª giornata            | ritorno (26ª) | ritorno (26ª) |
|             |             |                        |               |               |
| 26 set.     | 0-0         | Ascoli-Brescia         | 2-2           | 15 feb.       |
| 27 set.     | 2-1         | Bari-Avellino          | 1-1           | 13 feb.       |
| 26 set.     | 3-2         | Cagliari-Latina        | 3-1           | 13 feb.       |
| 26 set.     | 1-2         | Livorno-Spezia         | 0-3           | 14 feb.       |
| 26 set.     | 1-0         | Modena-Virtus Lanciano | 1-2           | 13 feb.       |
| 28 set.     | 0-2         | Novara-Como            | 1-1           | 13 feb.       |
| 26 set.     | 0-0         | Perugia-Cesena         | 1-2           | 13 feb.       |
| 26 set.     | 0-2         | Pro Vercelli-Crotone   | 1-1           | 13 feb.       |
| 26 set.     | 2-1         | Salernitana-Ternana    | 0-4           | 13 feb.       |
| 26 set.     | 4-2         | Trapani-Virtus Entella | 0-4           | 13 feb.       |
| 26 set.     | 2-2         | Vicenza-Pescara        | 1-1           | 12 feb.       |

| andata (6ª) | andata (6ª) | 6ª giornata                 | ritorno (27ª) | ritorno (27ª) |
|             |             |                             |               |               |
| 3 ott.      | 1-4         | Avellino-Vicenza            | 0-0           | 20 feb.       |
| 3 ott.      | 2-2         | Brescia-Modena              | 0-1           | 20 feb.       |
| 3 ott.      | 1-0         | Cesena-Livorno              | 1-1           | 20 feb.       |
| 3 ott.      | 0-4         | Como-Ascoli                 | 0-1           | 20 feb.       |
| 2 ott.      | 4-0         | Crotone-Salernitana         | 1-1           | 21 feb.       |
| 3 ott.      | 1-2         | Latina-Bari                 | 0-0           | 19 feb.       |
| 3 ott.      | 1-0         | Pescara-Cagliari            | 1-2           | 20 feb.       |
| 3 ott.      | 2-0         | Ternana-Novara              | 2-1           | 20 feb.       |
| 5 ott.      | 0-0         | Trapani-Perugia             | 2-0           | 22 feb.       |
| 3 ott.      | 0-0         | Virtus Lanciano-Spezia      | 0-2           | 20 feb.       |
| 3 ott.      | 1-0         | Virtus Entella-Pro Vercelli | 3-2           | 20 feb.       |

| andata (5ª) | andata (5ª) | 5ª giornata            | ritorno (26ª) | ritorno (26ª) |
|             |             |                        |               |               |
| 26 set.     | 0-0         | Ascoli-Brescia         | 2-2           | 15 feb.       |
| 27 set.     | 2-1         | Bari-Avellino          | 1-1           | 13 feb.       |
| 26 set.     | 3-2         | Cagliari-Latina        | 3-1           | 13 feb.       |
| 26 set.     | 1-2         | Livorno-Spezia         | 0-3           | 14 feb.       |
| 26 set.     | 1-0         | Modena-Virtus Lanciano | 1-2           | 13 feb.       |
| 28 set.     | 0-2         | Novara-Como            | 1-1           | 13 feb.       |
| 26 set.     | 0-0         | Perugia-Cesena         | 1-2           | 13 feb.       |
| 26 set.     | 0-2         | Pro Vercelli-Crotone   | 1-1           | 13 feb.       |
| 26 set.     | 2-1         | Salernitana-Ternana    | 0-4           | 13 feb.       |
| 26 set.     | 4-2         | Trapani-Virtus Entella | 0-4           | 13 feb.       |
| 26 set.     | 2-2         | Vicenza-Pescara        | 1-1           | 12 feb.       |

| andata (6ª) | andata (6ª) | 6ª giornata                 | ritorno (27ª) | ritorno (27ª) |
|             |             |                             |               |               |
| 3 ott.      | 1-4         | Avellino-Vicenza            | 0-0           | 20 feb.       |
| 3 ott.      | 2-2         | Brescia-Modena              | 0-1           | 20 feb.       |
| 3 ott.      | 1-0         | Cesena-Livorno              | 1-1           | 20 feb.       |
| 3 ott.      | 0-4         | Como-Ascoli                 | 0-1           | 20 feb.       |
| 2 ott.      | 4-0         | Crotone-Salernitana         | 1-1           | 21 feb.       |
| 3 ott.      | 1-2         | Latina-Bari                 | 0-0           | 19 feb.       |
| 3 ott.      | 1-0         | Pescara-Cagliari            | 1-2           | 20 feb.       |
| 3 ott.      | 2-0         | Ternana-Novara              | 2-1           | 20 feb.       |
| 5 ott.      | 0-0         | Trapani-Perugia             | 2-0           | 22 feb.       |
| 3 ott.      | 0-0         | Virtus Lanciano-Spezia      | 0-2           | 20 feb.       |
| 3 ott.      | 1-0         | Virtus Entella-Pro Vercelli | 3-2           | 20 feb.       |

| andata (7ª) | andata (7ª) | 7ª giornata            | ritorno (28ª) | ritorno (28ª) |
|             |             |                        |               |               |
| 11 ott.     | 3-1         | Ascoli-Pescara         | 2-2           | 27 feb.       |
| 11 ott.     | 1-0         | Bari-Virtus Lanciano   | 0-1           | 27 feb.       |
| 11 ott.     | 3-1         | Cagliari-Cesena        | 0-2           | 26 feb.       |
| 11 ott.     | 1-3         | Como-Brescia           | 1-2           | 27 feb.       |
| 11 ott.     | 1-1         | Livorno-Avellino       | 1-2           | 27 feb.       |
| 11 ott.     | 0-2         | Modena-Latina          | 1-0           | 27 feb.       |
| 11 ott.     | 0-0         | Perugia-Virtus Entella | 1-2           | 27 feb.       |
| 10 ott.     | 0-1         | Pro Vercelli-Novara    | 1-1           | 26 feb.       |
| 11 ott.     | 0-1         | Salernitana-Trapani    | 1-1           | 27 feb.       |
| 11 ott.     | 1-0         | Spezia-Ternana         | 2-1           | 27 feb.       |
| 10 ott.     | 0-0         | Vicenza-Crotone        | 0-2           | 27 feb.       |

| andata (8ª) | andata (8ª) | 8ª giornata                | ritorno (29ª) | ritorno (29ª) |
|             |             |                            |               |               |
| 16 ott.     | 3-3         | Avellino-Brescia           | 0-1           | 1° mar.       |
| 19 ott.     | 5-1         | Cesena-Spezia              | 1-1           | 1° mar.       |
| 17 ott.     | 3-0         | Crotone-Livorno            | 0-0           | 1° mar.       |
| 18 ott.     | 2-1         | Latina-Perugia             | 0-2           | 1° mar.       |
| 17 ott.     | 2-1         | Modena-Ascoli              | 1-2           | 1° mar.       |
| 17 ott.     | 1-0         | Novara-Cagliari            | 1-0           | 29 feb.       |
| 17 ott.     | 2-1         | Pro Vercelli-Vicenza       | 1-1           | 1° mar.       |
| 17 ott.     | 3-0         | Ternana-Bari               | 0-4           | 1° mar.       |
| 17 ott.     | 0-3         | Trapani-Pescara            | 2-1           | 1° mar.       |
| 17 ott.     | 1-0         | Virtus Lanciano-Como       | 1-1           | 1° mar.       |
| 17 ott.     | 1-0         | Virtus Entella-Salernitana | 2-2           | 1° mar.       |

| andata (7ª) | andata (7ª) | 7ª giornata            | ritorno (28ª) | ritorno (28ª) |
|             |             |                        |               |               |
| 11 ott.     | 3-1         | Ascoli-Pescara         | 2-2           | 27 feb.       |
| 11 ott.     | 1-0         | Bari-Virtus Lanciano   | 0-1           | 27 feb.       |
| 11 ott.     | 3-1         | Cagliari-Cesena        | 0-2           | 26 feb.       |
| 11 ott.     | 1-3         | Como-Brescia           | 1-2           | 27 feb.       |
| 11 ott.     | 1-1         | Livorno-Avellino       | 1-2           | 27 feb.       |
| 11 ott.     | 0-2         | Modena-Latina          | 1-0           | 27 feb.       |
| 11 ott.     | 0-0         | Perugia-Virtus Entella | 1-2           | 27 feb.       |
| 10 ott.     | 0-1         | Pro Vercelli-Novara    | 1-1           | 26 feb.       |
| 11 ott.     | 0-1         | Salernitana-Trapani    | 1-1           | 27 feb.       |
| 11 ott.     | 1-0         | Spezia-Ternana         | 2-1           | 27 feb.       |
| 10 ott.     | 0-0         | Vicenza-Crotone        | 0-2           | 27 feb.       |

| andata (8ª) | andata (8ª) | 8ª giornata                | ritorno (29ª) | ritorno (29ª) |
|             |             |                            |               |               |
| 16 ott.     | 3-3         | Avellino-Brescia           | 0-1           | 1° mar.       |
| 19 ott.     | 5-1         | Cesena-Spezia              | 1-1           | 1° mar.       |
| 17 ott.     | 3-0         | Crotone-Livorno            | 0-0           | 1° mar.       |
| 18 ott.     | 2-1         | Latina-Perugia             | 0-2           | 1° mar.       |
| 17 ott.     | 2-1         | Modena-Ascoli              | 1-2           | 1° mar.       |
| 17 ott.     | 1-0         | Novara-Cagliari            | 1-0           | 29 feb.       |
| 17 ott.     | 2-1         | Pro Vercelli-Vicenza       | 1-1           | 1° mar.       |
| 17 ott.     | 3-0         | Ternana-Bari               | 0-4           | 1° mar.       |
| 17 ott.     | 0-3         | Trapani-Pescara            | 2-1           | 1° mar.       |
| 17 ott.     | 1-0         | Virtus Lanciano-Como       | 1-1           | 1° mar.       |
| 17 ott.     | 1-0         | Virtus Entella-Salernitana | 2-2           | 1° mar.       |

| andata (9ª) | andata (9ª) | 9ª giornata             | ritorno (30ª) | ritorno (30ª) |
|             |             |                         |               |               |
| 24 ott.     | 0-1         | Ascoli-Crotone          | 0-2           | 5 mar.        |
| 24 ott.     | 0-0         | Bari-Virtus Entella     | 0-2           | 5 mar.        |
| 24 ott.     | 2-1         | Brescia-Virtus Lanciano | 0-1           | 5 mar.        |
| 24 ott.     | 4-1         | Cagliari-Trapani        | 2-2           | 5 mar.        |
| 24 ott.     | 1-1         | Como-Latina             | 1-1           | 5 mar.        |
| 24 ott.     | 2-0         | Livorno-Modena          | 0-1           | 6 mar.        |
| 23 ott.     | 1-0         | Pescara-Pro Vercelli    | 2-5           | 5 mar.        |
| 24 ott.     | 1-1         | Salernitana-Cesena      | 2-1           | 7 mar.        |
| 24 ott.     | 1-1         | Spezia-Avellino         | 1-0           | 5 mar.        |
| 24 ott.     | 0-1         | Ternana-Perugia         | 0-1           | 5 mar.        |
| 23 ott.     | 0-2         | Vicenza-Novara          | 0-4           | 5 mar.        |

| andata (10ª) | andata (10ª) | 10ª giornata                | ritorno (31ª) | ritorno (31ª) |
|              |              |                             |               |               |
| 27 ott.      | 3-0          | Avellino-Ascoli             | 4-3           | 12 mar.       |
| 27 ott.      | 3-1          | Cesena-Como                 | 3-1           | 12 mar.       |
| 27 ott.      | 1-1          | Crotone-Brescia             | 0-3           | 11 mar.       |
| 27 ott.      | 1-2          | Latina-Ternana              | 0-0           | 12 mar.       |
| 27 ott.      | 1-1          | Modena-Spezia               | 0-2           | 12 mar.       |
| 3 nov.       | 1-0          | Novara-Pescara              | 2-1           | 12 mar.       |
| 27 ott.      | 0-0          | Perugia-Cagliari            | 2-0           | 14 mar.       |
| 27 ott.      | 0-1          | Pro Vercelli-Bari           | 2-6           | 12 mar.       |
| 27 ott.      | 1-2          | Trapani-Vicenza             | 2-1           | 13 mar.       |
| 27 ott.      | 2-2          | Virtus Lanciano-Salernitana | 3-1           | 12 mar.       |
| 27 ott.      | 0-0          | Virtus Entella-Livorno      | 0-0           | 12 mar.       |

| andata (9ª) | andata (9ª) | 9ª giornata             | ritorno (30ª) | ritorno (30ª) |
|             |             |                         |               |               |
| 24 ott.     | 0-1         | Ascoli-Crotone          | 0-2           | 5 mar.        |
| 24 ott.     | 0-0         | Bari-Virtus Entella     | 0-2           | 5 mar.        |
| 24 ott.     | 2-1         | Brescia-Virtus Lanciano | 0-1           | 5 mar.        |
| 24 ott.     | 4-1         | Cagliari-Trapani        | 2-2           | 5 mar.        |
| 24 ott.     | 1-1         | Como-Latina             | 1-1           | 5 mar.        |
| 24 ott.     | 2-0         | Livorno-Modena          | 0-1           | 6 mar.        |
| 23 ott.     | 1-0         | Pescara-Pro Vercelli    | 2-5           | 5 mar.        |
| 24 ott.     | 1-1         | Salernitana-Cesena      | 2-1           | 7 mar.        |
| 24 ott.     | 1-1         | Spezia-Avellino         | 1-0           | 5 mar.        |
| 24 ott.     | 0-1         | Ternana-Perugia         | 0-1           | 5 mar.        |
| 23 ott.     | 0-2         | Vicenza-Novara          | 0-4           | 5 mar.        |

| andata (10ª) | andata (10ª) | 10ª giornata                | ritorno (31ª) | ritorno (31ª) |
|              |              |                             |               |               |
| 27 ott.      | 3-0          | Avellino-Ascoli             | 4-3           | 12 mar.       |
| 27 ott.      | 3-1          | Cesena-Como                 | 3-1           | 12 mar.       |
| 27 ott.      | 1-1          | Crotone-Brescia             | 0-3           | 11 mar.       |
| 27 ott.      | 1-2          | Latina-Ternana              | 0-0           | 12 mar.       |
| 27 ott.      | 1-1          | Modena-Spezia               | 0-2           | 12 mar.       |
| 3 nov.       | 1-0          | Novara-Pescara              | 2-1           | 12 mar.       |
| 27 ott.      | 0-0          | Perugia-Cagliari            | 2-0           | 14 mar.       |
| 27 ott.      | 0-1          | Pro Vercelli-Bari           | 2-6           | 12 mar.       |
| 27 ott.      | 1-2          | Trapani-Vicenza             | 2-1           | 13 mar.       |
| 27 ott.      | 2-2          | Virtus Lanciano-Salernitana | 3-1           | 12 mar.       |
| 27 ott.      | 0-0          | Virtus Entella-Livorno      | 0-0           | 12 mar.       |

| andata (11ª) | andata (11ª) | 11ª giornata           | ritorno (32ª) | ritorno (32ª) |
|              |              |                        |               |               |
| 31 ott.      | 0-1          | Ascoli-Pro Vercelli    | 1-1           | 19 mar.       |
| 31 ott.      | 1-1          | Bari-Novara            | 2-1           | 19 mar.       |
| 31 ott.      | 1-0          | Brescia-Latina         | 2-2           | 19 mar.       |
| 2 nov.       | 2-0          | Cagliari-Vicenza       | 2-0           | 19 mar.       |
| 31 ott.      | 2-0          | Cesena-Virtus Lanciano | 0-2           | 19 mar.       |
| 31 ott.      | 1-1          | Como-Modena            | 2-1           | 19 mar.       |
| 31 ott.      | 2-0          | Livorno-Trapani        | 0-1           | 19 mar.       |
| 31 ott.      | 4-1          | Pescara-Crotone        | 2-4           | 20 mar.       |
| 31 ott.      | 1-1          | Salernitana-Perugia    | 1-1           | 19 mar.       |
| 1° nov.      | 0-0          | Spezia-Virtus Entella  | 2-2           | 18 mar.       |
| 31 ott.      | 0-3          | Ternana-Avellino       | 2-0           | 21 mar.       |

| andata (12ª) | andata (12ª) | 12ª giornata            | ritorno (33ª) | ritorno (33ª) |
|              |              |                         |               |               |
| 6 nov.       | 2-1          | Bari-Salernitana        | 4-3           | 26 mar.       |
| 7 nov.       | 2-1          | Cagliari-Modena         | 2-1           | 26 mar.       |
| 9 nov.       | 3-1          | Crotone-Avellino        | 0-0           | 26 mar.       |
| 7 nov.       | 1-0          | Latina-Cesena           | 0-3           | 26 mar.       |
| 7 nov.       | 4-0          | Novara-Brescia          | 0-0           | 26 mar.       |
| 8 nov.       | 2-0          | Perugia-Virtus Lanciano | 1-0           | 26 mar.       |
| 7 nov.       | 1-2          | Pescara-Ternana         | 0-1           | 26 mar.       |
| 7 nov.       | 1-0          | Pro Vercelli-Livorno    | 1-0           | 26 mar.       |
| 7 nov.       | 5-1          | Trapani-Spezia          | 2-1           | 26 mar.       |
| 7 nov.       | 3-0          | Vicenza-Ascoli          | 2-1           | 26 mar.       |
| 7 nov.       | 2-2          | Virtus Entella-Como     | 1-1           | 26 mar.       |

| andata (11ª) | andata (11ª) | 11ª giornata           | ritorno (32ª) | ritorno (32ª) |
|              |              |                        |               |               |
| 31 ott.      | 0-1          | Ascoli-Pro Vercelli    | 1-1           | 19 mar.       |
| 31 ott.      | 1-1          | Bari-Novara            | 2-1           | 19 mar.       |
| 31 ott.      | 1-0          | Brescia-Latina         | 2-2           | 19 mar.       |
| 2 nov.       | 2-0          | Cagliari-Vicenza       | 2-0           | 19 mar.       |
| 31 ott.      | 2-0          | Cesena-Virtus Lanciano | 0-2           | 19 mar.       |
| 31 ott.      | 1-1          | Como-Modena            | 2-1           | 19 mar.       |
| 31 ott.      | 2-0          | Livorno-Trapani        | 0-1           | 19 mar.       |
| 31 ott.      | 4-1          | Pescara-Crotone        | 2-4           | 20 mar.       |
| 31 ott.      | 1-1          | Salernitana-Perugia    | 1-1           | 19 mar.       |
| 1° nov.      | 0-0          | Spezia-Virtus Entella  | 2-2           | 18 mar.       |
| 31 ott.      | 0-3          | Ternana-Avellino       | 2-0           | 21 mar.       |

| andata (12ª) | andata (12ª) | 12ª giornata            | ritorno (33ª) | ritorno (33ª) |
|              |              |                         |               |               |
| 6 nov.       | 2-1          | Bari-Salernitana        | 4-3           | 26 mar.       |
| 7 nov.       | 2-1          | Cagliari-Modena         | 2-1           | 26 mar.       |
| 9 nov.       | 3-1          | Crotone-Avellino        | 0-0           | 26 mar.       |
| 7 nov.       | 1-0          | Latina-Cesena           | 0-3           | 26 mar.       |
| 7 nov.       | 4-0          | Novara-Brescia          | 0-0           | 26 mar.       |
| 8 nov.       | 2-0          | Perugia-Virtus Lanciano | 1-0           | 26 mar.       |
| 7 nov.       | 1-2          | Pescara-Ternana         | 0-1           | 26 mar.       |
| 7 nov.       | 1-0          | Pro Vercelli-Livorno    | 1-0           | 26 mar.       |
| 7 nov.       | 5-1          | Trapani-Spezia          | 2-1           | 26 mar.       |
| 7 nov.       | 3-0          | Vicenza-Ascoli          | 2-1           | 26 mar.       |
| 7 nov.       | 2-2          | Virtus Entella-Como     | 1-1           | 26 mar.       |

| andata (13ª) | andata (13ª) | 13ª giornata            | ritorno (34ª) | ritorno (34ª) |
|              |              |                         |               |               |
| 15 nov.      | 1-0          | Ascoli-Perugia          | 2-0           | 2 apr.        |
| 15 nov.      | 3-1          | Avellino-Latina         | 0-3           | 2 apr.        |
| 15 nov.      | 3-0          | Brescia-Trapani         | 0-3           | 2 apr.        |
| 15 nov.      | 0-2          | Cesena-Bari             | 0-0           | 4 apr.        |
| 15 nov.      | 0-2          | Como-Pescara            | 1-2           | 2 apr.        |
| 14 nov.      | 2-2          | Livorno-Vicenza         | 0-2           | 2 apr.        |
| 14 nov.      | 1-0          | Modena-Pro Vercelli     | 1-1           | 2 apr.        |
| 15 nov.      | 1-0          | Salernitana-Novara      | 1-1           | 3 apr.        |
| 15 nov.      | 0-3          | Spezia-Cagliari         | 2-1           | 2 apr.        |
| 15 nov.      | 1-2          | Ternana-Virtus Entella  | 2-2           | 2 apr.        |
| 15 nov.      | 1-1          | Virtus Lanciano-Crotone | 0-1           | 1° apr.       |

| andata (14ª) | andata (14ª) | 14ª giornata                   | ritorno (35ª) | ritorno (35ª) |
|              |              |                                |               |               |
| 22 nov.      | 1-0          | Bari-Livorno                   | 2-1           | 9 apr.        |
| 23 nov.      | 3-0          | Cagliari-Ascoli                | 1-2           | 9 apr.        |
| 21 nov.      | 3-0          | Crotone-Ternana                | 2-1           | 9 apr.        |
| 21 nov.      | 2-2          | Latina-Salernitana             | 2-3           | 9 apr.        |
| 21 nov.      | 1-0          | Novara-Spezia                  | 0-1           | 9 apr.        |
| 21 nov.      | 4-0          | Perugia-Brescia                | 2-2           | 11 apr.       |
| 20 nov.      | 3-2          | Pescara-Avellino               | 3-1           | 8 apr.        |
| 21 nov.      | 2-0          | Pro Vercelli-Como              | 1-1           | 10 apr.       |
| 21 nov.      | 2-1          | Trapani-Modena                 | 4-1           | 9 apr.        |
| 21 nov.      | 1-1          | Vicenza-Cesena                 | 1-1           | 9 apr.        |
| 21 nov.      | 1-1          | Virtus Entella-Virtus Lanciano | 2-1           | 9 apr.        |

| andata (13ª) | andata (13ª) | 13ª giornata            | ritorno (34ª) | ritorno (34ª) |
|              |              |                         |               |               |
| 15 nov.      | 1-0          | Ascoli-Perugia          | 2-0           | 2 apr.        |
| 15 nov.      | 3-1          | Avellino-Latina         | 0-3           | 2 apr.        |
| 15 nov.      | 3-0          | Brescia-Trapani         | 0-3           | 2 apr.        |
| 15 nov.      | 0-2          | Cesena-Bari             | 0-0           | 4 apr.        |
| 15 nov.      | 0-2          | Como-Pescara            | 1-2           | 2 apr.        |
| 14 nov.      | 2-2          | Livorno-Vicenza         | 0-2           | 2 apr.        |
| 14 nov.      | 1-0          | Modena-Pro Vercelli     | 1-1           | 2 apr.        |
| 15 nov.      | 1-0          | Salernitana-Novara      | 1-1           | 3 apr.        |
| 15 nov.      | 0-3          | Spezia-Cagliari         | 2-1           | 2 apr.        |
| 15 nov.      | 1-2          | Ternana-Virtus Entella  | 2-2           | 2 apr.        |
| 15 nov.      | 1-1          | Virtus Lanciano-Crotone | 0-1           | 1° apr.       |

| andata (14ª) | andata (14ª) | 14ª giornata                   | ritorno (35ª) | ritorno (35ª) |
|              |              |                                |               |               |
| 22 nov.      | 1-0          | Bari-Livorno                   | 2-1           | 9 apr.        |
| 23 nov.      | 3-0          | Cagliari-Ascoli                | 1-2           | 9 apr.        |
| 21 nov.      | 3-0          | Crotone-Ternana                | 2-1           | 9 apr.        |
| 21 nov.      | 2-2          | Latina-Salernitana             | 2-3           | 9 apr.        |
| 21 nov.      | 1-0          | Novara-Spezia                  | 0-1           | 9 apr.        |
| 21 nov.      | 4-0          | Perugia-Brescia                | 2-2           | 11 apr.       |
| 20 nov.      | 3-2          | Pescara-Avellino               | 3-1           | 8 apr.        |
| 21 nov.      | 2-0          | Pro Vercelli-Como              | 1-1           | 10 apr.       |
| 21 nov.      | 2-1          | Trapani-Modena                 | 4-1           | 9 apr.        |
| 21 nov.      | 1-1          | Vicenza-Cesena                 | 1-1           | 9 apr.        |
| 21 nov.      | 1-1          | Virtus Entella-Virtus Lanciano | 2-1           | 9 apr.        |

| andata (15ª) | andata (15ª) | 15ª giornata             | ritorno (36ª) | ritorno (36ª) |
|              |              |                          |               |               |
| 29 nov.      | 0-0          | Ascoli-Trapani           | 3-4           | 16 apr.       |
| 28 nov.      | 1-2          | Avellino-Perugia         | 0-2           | 16 apr.       |
| 28 nov.      | 4-0          | Brescia-Cagliari         | 0-6           | 16 apr.       |
| 27 nov.      | 1-0          | Cesena-Pescara           | 0-1           | 15 apr.       |
| 28 nov.      | 1-1          | Como-Bari                | 0-3           | 16 apr.       |
| 28 nov.      | 0-1          | Livorno-Novara           | 1-2           | 16 apr.       |
| 28 nov.      | 0-1          | Modena-Virtus Entella    | 0-1           | 16 apr.       |
| 27 nov.      | 1-2          | Salernitana-Pro Vercelli | 1-1           | 16 apr.       |
| 27 nov.      | 0-1          | Spezia-Crotone           | 0-0           | 15 apr.       |
| 28 nov.      | 2-0          | Ternana-Vicenza          | 1-2           | 16 apr.       |
| 28 nov.      | 2-1          | Virtus Lanciano-Latina   | 2-2           | 16 apr.       |

| andata (16ª) | andata (16ª) | 16ª giornata           | ritorno (37ª) | ritorno (37ª) |
|              |              |                        |               |               |
| 5 dic.       | 3-0          | Bari-Ascoli            | 1-0           | 19 apr.       |
| 6 dic.       | 1-1          | Cagliari-Como          | 1-1           | 19 apr.       |
| 5 dic.       | 2-0          | Crotone-Cesena         | 1-2           | 18 apr.       |
| 5 dic.       | 3-1          | Latina-Livorno         | 0-1           | 19 apr.       |
| 5 dic.       | 4-1          | Novara-Virtus Lanciano | 1-2           | 19 apr.       |
| 4 dic.       | 1-0          | Perugia-Modena         | 0-3           | 19 apr.       |
| 5 dic.       | 2-2          | Pescara-Spezia         | 1-0           | 19 apr.       |
| 5 dic.       | 1-2          | Pro Vercelli-Ternana   | 2-2           | 19 apr.       |
| 5 dic.       | 2-1          | Trapani-Avellino       | 3-1           | 19 apr.       |
| 6 dic.       | 0-0          | Vicenza-Salernitana    | 0-0           | 19 apr.       |
| 4 dic.       | 0-0          | Virtus Entella-Brescia | 0-2           | 19 apr.       |

| andata (15ª) | andata (15ª) | 15ª giornata             | ritorno (36ª) | ritorno (36ª) |
|              |              |                          |               |               |
| 29 nov.      | 0-0          | Ascoli-Trapani           | 3-4           | 16 apr.       |
| 28 nov.      | 1-2          | Avellino-Perugia         | 0-2           | 16 apr.       |
| 28 nov.      | 4-0          | Brescia-Cagliari         | 0-6           | 16 apr.       |
| 27 nov.      | 1-0          | Cesena-Pescara           | 0-1           | 15 apr.       |
| 28 nov.      | 1-1          | Como-Bari                | 0-3           | 16 apr.       |
| 28 nov.      | 0-1          | Livorno-Novara           | 1-2           | 16 apr.       |
| 28 nov.      | 0-1          | Modena-Virtus Entella    | 0-1           | 16 apr.       |
| 27 nov.      | 1-2          | Salernitana-Pro Vercelli | 1-1           | 16 apr.       |
| 27 nov.      | 0-1          | Spezia-Crotone           | 0-0           | 15 apr.       |
| 28 nov.      | 2-0          | Ternana-Vicenza          | 1-2           | 16 apr.       |
| 28 nov.      | 2-1          | Virtus Lanciano-Latina   | 2-2           | 16 apr.       |

| andata (16ª) | andata (16ª) | 16ª giornata           | ritorno (37ª) | ritorno (37ª) |
|              |              |                        |               |               |
| 5 dic.       | 3-0          | Bari-Ascoli            | 1-0           | 19 apr.       |
| 6 dic.       | 1-1          | Cagliari-Como          | 1-1           | 19 apr.       |
| 5 dic.       | 2-0          | Crotone-Cesena         | 1-2           | 18 apr.       |
| 5 dic.       | 3-1          | Latina-Livorno         | 0-1           | 19 apr.       |
| 5 dic.       | 4-1          | Novara-Virtus Lanciano | 1-2           | 19 apr.       |
| 4 dic.       | 1-0          | Perugia-Modena         | 0-3           | 19 apr.       |
| 5 dic.       | 2-2          | Pescara-Spezia         | 1-0           | 19 apr.       |
| 5 dic.       | 1-2          | Pro Vercelli-Ternana   | 2-2           | 19 apr.       |
| 5 dic.       | 2-1          | Trapani-Avellino       | 3-1           | 19 apr.       |
| 6 dic.       | 0-0          | Vicenza-Salernitana    | 0-0           | 19 apr.       |
| 4 dic.       | 0-0          | Virtus Entella-Brescia | 0-2           | 19 apr.       |

| andata (17ª) | andata (17ª) | 17ª giornata             | ritorno (38ª) | ritorno (38ª) |
|              |              |                          |               |               |
| 8 dic.       | 1-0          | Ascoli-Ternana           | 3-1           | 23 apr.       |
| 8 dic.       | 1-0          | Avellino-Pro Vercelli    | 1-1           | 23 apr.       |
| 8 dic.       | 2-0          | Brescia-Pescara          | 1-2           | 23 apr.       |
| 8 dic.       | 0-0          | Cesena-Trapani           | 1-2           | 23 apr.       |
| 9 dic.       | 0-1          | Como-Crotone             | 0-2           | 23 apr.       |
| 9 dic.       | 0-0          | Livorno-Salernitana      | 1-3           | 24 apr.       |
| 8 dic.       | 2-1          | Modena-Bari              | 1-1           | 23 apr.       |
| 8 dic.       | 1-4          | Perugia-Novara           | 2-2           | 25 apr.       |
| 9 dic.       | 1-0          | Spezia-Vicenza           | 3-0           | 23 apr.       |
| 9 dic.       | 1-3          | Virtus Lanciano-Cagliari | 1-1           | 23 apr.       |
| 8 dic.       | 1-0          | Virtus Entella-Latina    | 1-0           | 24 apr.       |

| andata (18ª) | andata (18ª) | 18ª giornata             | ritorno (39ª) | ritorno (39ª) |
|              |              |                          |               |               |
| 12 dic.      | 3-2          | Avellino-Virtus Lanciano | 2-1           | 30 apr.       |
| 13 dic.      | 1-0          | Bari-Perugia             | 0-0           | 30 apr.       |
| 13 dic.      | 1-0          | Crotone-Modena           | 1-1           | 29 apr.       |
| 12 dic.      | 1-1          | Livorno-Cagliari         | 2-2           | 30 apr.       |
| 14 dic.      | 4-1          | Novara-Trapani           | 0-0           | 30 apr.       |
| 12 dic.      | 2-0          | Pescara-Virtus Entella   | 0-0           | 30 apr.       |
| 12 dic.      | 2-0          | Pro Vercelli-Cesena      | 1-2           | 2 mag.        |
| 12 dic.      | 2-0          | Salernitana-Ascoli       | 2-2           | 30 apr.       |
| 12 dic.      | 2-1          | Spezia-Latina            | 0-0           | 30 apr.       |
| 12 dic.      | 4-0          | Ternana-Como             | 2-1           | 1° mag.       |
| 12 dic.      | 1-2          | Vicenza-Brescia          | 1-0           | 30 apr.       |

| andata (17ª) | andata (17ª) | 17ª giornata             | ritorno (38ª) | ritorno (38ª) |
|              |              |                          |               |               |
| 8 dic.       | 1-0          | Ascoli-Ternana           | 3-1           | 23 apr.       |
| 8 dic.       | 1-0          | Avellino-Pro Vercelli    | 1-1           | 23 apr.       |
| 8 dic.       | 2-0          | Brescia-Pescara          | 1-2           | 23 apr.       |
| 8 dic.       | 0-0          | Cesena-Trapani           | 1-2           | 23 apr.       |
| 9 dic.       | 0-1          | Como-Crotone             | 0-2           | 23 apr.       |
| 9 dic.       | 0-0          | Livorno-Salernitana      | 1-3           | 24 apr.       |
| 8 dic.       | 2-1          | Modena-Bari              | 1-1           | 23 apr.       |
| 8 dic.       | 1-4          | Perugia-Novara           | 2-2           | 25 apr.       |
| 9 dic.       | 1-0          | Spezia-Vicenza           | 3-0           | 23 apr.       |
| 9 dic.       | 1-3          | Virtus Lanciano-Cagliari | 1-1           | 23 apr.       |
| 8 dic.       | 1-0          | Virtus Entella-Latina    | 1-0           | 24 apr.       |

| andata (18ª) | andata (18ª) | 18ª giornata             | ritorno (39ª) | ritorno (39ª) |
|              |              |                          |               |               |
| 12 dic.      | 3-2          | Avellino-Virtus Lanciano | 2-1           | 30 apr.       |
| 13 dic.      | 1-0          | Bari-Perugia             | 0-0           | 30 apr.       |
| 13 dic.      | 1-0          | Crotone-Modena           | 1-1           | 29 apr.       |
| 12 dic.      | 1-1          | Livorno-Cagliari         | 2-2           | 30 apr.       |
| 14 dic.      | 4-1          | Novara-Trapani           | 0-0           | 30 apr.       |
| 12 dic.      | 2-0          | Pescara-Virtus Entella   | 0-0           | 30 apr.       |
| 12 dic.      | 2-0          | Pro Vercelli-Cesena      | 1-2           | 2 mag.        |
| 12 dic.      | 2-0          | Salernitana-Ascoli       | 2-2           | 30 apr.       |
| 12 dic.      | 2-1          | Spezia-Latina            | 0-0           | 30 apr.       |
| 12 dic.      | 4-0          | Ternana-Como             | 2-1           | 1° mag.       |
| 12 dic.      | 1-2          | Vicenza-Brescia          | 1-0           | 30 apr.       |

| andata (19ª) | andata (19ª) | 19ª giornata            | ritorno (40ª) | ritorno (40ª) |
|              |              |                         |               |               |
| 19 dic.      | 1-3          | Ascoli-Novara           | 0-2           | 7 mag.        |
| 19 dic.      | 1-1          | Brescia-Spezia          | 1-2           | 9 mag.        |
| 19 dic.      | 2-1          | Cagliari-Bari           | 3-0           | 6 mag.        |
| 19 dic.      | 4-0          | Cesena-Ternana          | 1-1           | 7 mag.        |
| 19 dic.      | 0-1          | Como-Avellino           | 1-1           | 7 mag.        |
| 19 dic.      | 2-2          | Latina-Crotone          | 1-1           | 7 mag.        |
| 18 dic.      | 2-0          | Modena-Salernitana      | 0-0           | 7 mag.        |
| 18 dic.      | 4-1          | Perugia-Livorno         | 1-1           | 7 mag.        |
| 19 dic.      | 1-1          | Trapani-Pro Vercelli    | 1-1           | 7 mag.        |
| 19 dic.      | 1-2          | Virtus Lanciano-Pescara | 0-4           | 8 mag.        |
| 19 dic.      | 4-1          | Virtus Entella-Vicenza  | 1-2           | 7 mag.        |

| andata (20ª) | andata (20ª) | 20ª giornata            | ritorno (41ª) | ritorno (41ª) |
|              |              |                         |               |               |
| 22 dic.      | 2-0          | Avellino-Virtus Entella | 0-4           | 14 mag.       |
| 23 dic.      | 1-2          | Bari-Brescia            | 3-2           | 14 mag.       |
| 23 dic.      | 0-0          | Crotone-Trapani         | 0-3           | 14 mag.       |
| 23 dic.      | 1-3          | Livorno-Ascoli          | 3-1           | 14 mag.       |
| 23 dic.      | 0-0          | Novara-Cesena           | 0-1           | 14 mag.       |
| 23 dic.      | 1-0          | Pescara-Modena          | 5-2           | 14 mag.       |
| 23 dic.      | 0-1          | Pro Vercelli-Perugia    | 2-1           | 13 mag.       |
| 24 dic.      | 0-2          | Salernitana-Cagliari    | 0-3           | 14 mag.       |
| 23 dic.      | 1-1          | Spezia-Como             | 0-4           | 15 mag.       |
| 23 dic.      | 1-1          | Ternana-Virtus Lanciano | 1-1           | 14 mag.       |
| 23 dic.      | 1-1          | Vicenza-Latina          | 1-2           | 14 mag.       |

| andata (19ª) | andata (19ª) | 19ª giornata            | ritorno (40ª) | ritorno (40ª) |
|              |              |                         |               |               |
| 19 dic.      | 1-3          | Ascoli-Novara           | 0-2           | 7 mag.        |
| 19 dic.      | 1-1          | Brescia-Spezia          | 1-2           | 9 mag.        |
| 19 dic.      | 2-1          | Cagliari-Bari           | 3-0           | 6 mag.        |
| 19 dic.      | 4-0          | Cesena-Ternana          | 1-1           | 7 mag.        |
| 19 dic.      | 0-1          | Como-Avellino           | 1-1           | 7 mag.        |
| 19 dic.      | 2-2          | Latina-Crotone          | 1-1           | 7 mag.        |
| 18 dic.      | 2-0          | Modena-Salernitana      | 0-0           | 7 mag.        |
| 18 dic.      | 4-1          | Perugia-Livorno         | 1-1           | 7 mag.        |
| 19 dic.      | 1-1          | Trapani-Pro Vercelli    | 1-1           | 7 mag.        |
| 19 dic.      | 1-2          | Virtus Lanciano-Pescara | 0-4           | 8 mag.        |
| 19 dic.      | 4-1          | Virtus Entella-Vicenza  | 1-2           | 7 mag.        |

| andata (20ª) | andata (20ª) | 20ª giornata            | ritorno (41ª) | ritorno (41ª) |
|              |              |                         |               |               |
| 22 dic.      | 2-0          | Avellino-Virtus Entella | 0-4           | 14 mag.       |
| 23 dic.      | 1-2          | Bari-Brescia            | 3-2           | 14 mag.       |
| 23 dic.      | 0-0          | Crotone-Trapani         | 0-3           | 14 mag.       |
| 23 dic.      | 1-3          | Livorno-Ascoli          | 3-1           | 14 mag.       |
| 23 dic.      | 0-0          | Novara-Cesena           | 0-1           | 14 mag.       |
| 23 dic.      | 1-0          | Pescara-Modena          | 5-2           | 14 mag.       |
| 23 dic.      | 0-1          | Pro Vercelli-Perugia    | 2-1           | 13 mag.       |
| 24 dic.      | 0-2          | Salernitana-Cagliari    | 0-3           | 14 mag.       |
| 23 dic.      | 1-1          | Spezia-Como             | 0-4           | 15 mag.       |
| 23 dic.      | 1-1          | Ternana-Virtus Lanciano | 1-1           | 14 mag.       |
| 23 dic.      | 1-1          | Vicenza-Latina          | 1-2           | 14 mag.       |

| \| andata (21ª) \| andata (21ª) \| 21ª giornata \| ritorno (42ª) \| ritorno (42ª) \| \| \| \| \| \| \| \| 27 dic. \| 3-0 \| Ascoli-Spezia \| 0-0 \| 20 mag. \| \| 27 dic. \| 0-0 \| Brescia-Ternana \| 2-3 \| 20 mag. \| \| 27 dic. \| 3-0 \| Cagliari-Pro Vercelli \| 2-1 \| 20 mag. \| \| 27 dic. \| 1-2 \| Cesena-Avellino \| 2-1 \| 20 mag. \| \| 27 dic. \| 2-1 \| Como-Salernitana \| 0-1 \| 20 mag. \| \| 27 dic. \| 0-1 \| Latina-Pescara \| 1-1 \| 20 mag. \| \| 27 dic. \| 3-0 \| Modena-Novara \| 0-4 \| 20 mag. \| \| 19 gen. \| 0-1 \| Perugia-Vicenza \| 0-0 \| 20 mag. \| \| 27 dic. \| 1-0 \| Trapani-Bari \| 2-1 \| 20 mag. \| \| 27 dic. \| 2-1 \| Virtus Lanciano-Livorno \| 2-2 \| 20 mag. \| \| 27 dic. \| 1-2 \| Virtus Entella-Crotone \| 0-1 \| 20 mag. \| |              |                         |               |               |
| andata (21ª) | andata (21ª) | 21ª giornata            | ritorno (42ª) | ritorno (42ª) |
| |              |                         |               |               |
| 27 dic. | 3-0          | Ascoli-Spezia           | 0-0           | 20 mag.       |
| 27 dic. | 0-0          | Brescia-Ternana         | 2-3           | 20 mag.       |
| 27 dic. | 3-0          | Cagliari-Pro Vercelli   | 2-1           | 20 mag.       |
| 27 dic. | 1-2          | Cesena-Avellino         | 2-1           | 20 mag.       |
| 27 dic. | 2-1          | Como-Salernitana        | 0-1           | 20 mag.       |
| 27 dic. | 0-1          | Latina-Pescara          | 1-1           | 20 mag.       |
| 27 dic. | 3-0          | Modena-Novara           | 0-4           | 20 mag.       |
| 19 gen. | 0-1          | Perugia-Vicenza         | 0-0           | 20 mag.       |
| 27 dic. | 1-0          | Trapani-Bari            | 2-1           | 20 mag.       |
| 27 dic. | 2-1          | Virtus Lanciano-Livorno | 2-2           | 20 mag.       |
| 27 dic. | 1-2          | Virtus Entella-Crotone  | 0-1           | 20 mag.       |

| andata (21ª) | andata (21ª) | 21ª giornata            | ritorno (42ª) | ritorno (42ª) |
|              |              |                         |               |               |
| 27 dic.      | 3-0          | Ascoli-Spezia           | 0-0           | 20 mag.       |
| 27 dic.      | 0-0          | Brescia-Ternana         | 2-3           | 20 mag.       |
| 27 dic.      | 3-0          | Cagliari-Pro Vercelli   | 2-1           | 20 mag.       |
| 27 dic.      | 1-2          | Cesena-Avellino         | 2-1           | 20 mag.       |
| 27 dic.      | 2-1          | Como-Salernitana        | 0-1           | 20 mag.       |
| 27 dic.      | 0-1          | Latina-Pescara          | 1-1           | 20 mag.       |
| 27 dic.      | 3-0          | Modena-Novara           | 0-4           | 20 mag.       |
| 19 gen.      | 0-1          | Perugia-Vicenza         | 0-0           | 20 mag.       |
| 27 dic.      | 1-0          | Trapani-Bari            | 2-1           | 20 mag.       |
| 27 dic.      | 2-1          | Virtus Lanciano-Livorno | 2-2           | 20 mag.       |
| 27 dic.      | 1-2          | Virtus Entella-Crotone  | 0-1           | 20 mag.       |

## Spareggi

### Play-off
Il terzo e ultimo posto utile alla promozione in Serie A è assegnato tramite play-off a sei – strutturati attraverso un turno preliminare, semifinali e finale –, a cui accedono le formazioni classificate dalla terza all'ottava posizione della graduatoria: la quinta affronta l'ottava e la vincitrice gioca poi con la quarta; la sesta incontra la settima e la vincitrice sfida la terza. Le due vincenti disputano infine la finale per la promozione. Gli incontri di semifinali e finali si svolgono con gare di andata e ritorno, mentre i turni preliminari prevedono una partita unica sul campo della meglio piazzata nella stagione regolare.

#### Tabellone
|  | Quarti di finale | Quarti di finale | Quarti di finale |  |  | Semifinali | Semifinali | Semifinali | Semifinali | Semifinali |   |   | Finale  | Finale  | Finale | Finale | Finale |  |
|  |                  |                  |                  |  |  |            |            |            |            |            |   |   |         |         |        |        |        |  |
|  | 5                | Bari             | 3                |  |  |            |            |            |            |            |   |   |         |         |        |        |        |  |
|  | 8                | Novara (dts)     | 4                |  |  |            | Novara     | 0          | 2          | 2          |   |   |         |         |        |        |        |  |
|  |                  |                  |                  |  |  | 4          | Pescara    | 2          | 4          | 6          |   |   |         |         |        |        |        |  |
|  |                  |                  |                  |  |  |            |            |            |            |            |   |   | Pescara | Pescara | 2      | 1      | 3      |  |
|  | 6                | Cesena           | 1                |  |  |            |            | Trapani    | Trapani    | 0          | 1 | 1 |         |         |        |        |        |  |
|  | 7                | Spezia           | 2                |  |  |            | Spezia     | 0          | 0          | 0          |   |   |         |         |        |        |        |  |
|  |                  |                  |                  |  |  | 3          | Trapani    | 1          | 2          | 3          |   |   |         |         |        |        |        |  |

#### Turno preliminare
|        | Risultati |        | Luogo e data           |
| ------ | --------- | ------ | ---------------------- |
| Cesena | 1-2       | Spezia | Cesena, 24 maggio 2016 |
| Bari   | 3-4 (dts) | Novara | Bari, 26 maggio 2016   |
|        |           |        |                        |

#### Semifinali
|         | Risultati |         | Luogo e data              |
| ------- | --------- | ------- | ------------------------- |
| Spezia  | 0-1       | Trapani | La Spezia, 28 maggio 2016 |
| Trapani | 2-0       | Spezia  | Erice, 31 maggio 2016     |
|         |           |         |                           |
| Novara  | 0-2       | Pescara | Novara, 29 maggio 2016    |
| Pescara | 4-2       | Novara  | Pescara, 31 maggio 2016   |
|         |           |         |                           |

#### Finale
|         | Risultati |         | Luogo e data           |
| ------- | --------- | ------- | ---------------------- |
| Pescara | 2-0       | Trapani | Pescara, 5 giugno 2016 |
| Trapani | 1-1       | Pescara | Erice, 9 giugno 2016   |
|         |           |         |                        |

### Play-out
Il play-out per la retrocessione in Lega Pro si disputa tra le squadre piazzatesi al diciannovesimo e al diciottesimo posto nella stagione regolare.
|                 | Risultati |                 | Luogo e data            |
| --------------- | --------- | --------------- | ----------------------- |
| Virtus Lanciano | 1-4       | Salernitana     | Lanciano, 4 giugno 2016 |
| Salernitana     | 1-0       | Virtus Lanciano | Salerno, 8 giugno 2016  |
|                 |           |                 |                         |

## Statistiche

### Squadre

#### Capoliste solitarie
|    | ——      | ——      | ——      | ——  | —— | ——  | ——      | ——      | ——      | ——  | ——       | ——       | ——       | ——       | ——      | ——      | ——      | ——      | ——       | ——       | ——      | ——      | ——       | ——       | ——       | ——       | ——       | ——       | ——      | ——      | ——      | ——  | ——      | ——      | ——      | ——      | ——      | ——      | ——      | ——       | ——       | —— |  |
|    | Livorno | Livorno | Livorno | Cag |    | Cag | Crotone | Crotone | Crotone |     | Cagliari | Cagliari | Cagliari | Cagliari | Crotone | Crotone | Crotone | Crotone | Cagliari | Cagliari | Crotone | Crotone | Cagliari | Cagliari | Cagliari | Cagliari | Cagliari | Cagliari | Crotone | Crotone | Crotone | Cag | Crotone | Crotone | Crotone | Crotone | Crotone | Crotone | Crotone | Cagliari | Cagliari |    |  |
|    |         |         |         |     |    |     |         |         |         |     |          |          |          |          |         |         |         |         |          |          |         |         |          |          |          |          |          |          |         |         |         |     |         |         |         |         |         |         |         |          |          |    |  |
|    |         |         |         |     |    |     |         |         |         |     |          |          |          |          |         |         |         |         |          |          |         |         |          |          |          |          |          |          |         |         |         |     |         |         |         |         |         |         |         |          |          |    |  |
| 1ª | 2ª      | 3ª      | 4ª      | 5ª  | 6ª | 7ª  | 8ª      | 9ª      | 10ª     | 11ª | 12ª      | 13ª      | 14ª      | 15ª      | 16ª     | 17ª     | 18ª     | 19ª     | 20ª      | 21ª      | 22ª     | 23ª     | 24ª      | 25ª      | 26ª      | 27ª      | 28ª      | 29ª      | 30ª     | 31ª     | 32ª     | 33ª | 34ª     | 35ª     | 36ª     | 37ª     | 38ª     | 39ª     | 40ª     | 41ª      | 42ª      |    |  |

#### Classifica in divenire
|                 | 1ª | 2ª | 3ª | 4ª | 5ª | 6ª | 7ª | 8ª | 9ª | 10ª | 11ª | 12ª | 13ª | 14ª | 15ª | 16ª | 17ª | 18ª | 19ª | 20ª | 21ª | 22ª | 23ª | 24ª | 25ª | 26ª | 27ª | 28ª | 29ª | 30ª | 31ª | 32ª | 33ª | 34ª | 35ª | 36ª | 37ª | 38ª | 39ª | 40ª | 41ª | 42ª |
|                 |    |    |    |    |    |    |    |    |    |     |     |     |     |     |     |     |     |     |     |     |     |     |     |     |     |     |     |     |     |     |     |     |     |     |     |     |     |     |     |     |     |     |
| --------------- | -- | -- | -- | -- | -- | -- | -- | -- | -- | --- | --- | --- | --- | --- | --- | --- | --- | --- | --- | --- | --- | --- | --- | --- | --- | --- | --- | --- | --- | --- | --- | --- | --- | --- | --- | --- | --- | --- | --- | --- | --- | --- |
| Ascoli          | 3  | 3  | 3  | 3  | 4  | 7  | 10 | 10 | 10 | 10  | 10  | 10  | 13  | 13  | 14  | 14  | 17  | 17  | 17  | 20  | 23  | 23  | 26  | 26  | 27  | 28  | 31  | 32  | 35  | 35  | 35  | 36  | 36  | 39  | 42  | 42  | 42  | 45  | 46  | 46  | 46  | 47  |
| Avellino        | 0  | 3  | 3  | 4  | 4  | 4  | 5  | 6  | 7  | 10  | 13  | 13  | 16  | 16  | 16  | 16  | 19  | 22  | 25  | 28  | 31  | 34  | 35  | 35  | 35  | 36  | 37  | 40  | 40  | 40  | 43  | 43  | 44  | 44  | 44  | 44  | 44  | 45  | 48  | 49  | 49  | 49  |
| Bari            | 3  | 4  | 5  | 5  | 8  | 11 | 14 | 14 | 15 | 18  | 19  | 22  | 25  | 28  | 29  | 32  | 32  | 35  | 35  | 35  | 35  | 36  | 39  | 39  | 39  | 40  | 41  | 41  | 44  | 44  | 47  | 50  | 53  | 54  | 57  | 60  | 63  | 64  | 65  | 65  | 68  | 68  |
| Brescia         | 0  | 1  | 1  | 4  | 5  | 6  | 9  | 10 | 13 | 14  | 17  | 17  | 20  | 20  | 23  | 24  | 27  | 30  | 31  | 34  | 35  | 38  | 38  | 38  | 38  | 39  | 39  | 42  | 45  | 45  | 48  | 49  | 50  | 50  | 51  | 51  | 54  | 54  | 54  | 54  | 54  | 54  |
| Cagliari        | 3  | 4  | 7  | 10 | 13 | 13 | 16 | 16 | 19 | 20  | 23  | 26  | 29  | 32  | 32  | 33  | 36  | 37  | 40  | 43  | 46  | 46  | 49  | 52  | 55  | 58  | 61  | 61  | 61  | 62  | 62  | 65  | 68  | 68  | 68  | 71  | 72  | 73  | 74  | 77  | 80  | 83  |
| Cesena          | 3  | 3  | 6  | 9  | 10 | 13 | 13 | 16 | 17 | 20  | 23  | 23  | 23  | 24  | 27  | 27  | 28  | 28  | 31  | 32  | 32  | 32  | 35  | 38  | 39  | 42  | 43  | 46  | 47  | 47  | 50  | 50  | 53  | 54  | 55  | 55  | 58  | 58  | 61  | 62  | 65  | 68  |
| Como            | 0  | 0  | 1  | 2  | 5  | 5  | 5  | 5  | 6  | 6   | 7   | 8   | 8   | 8   | 9   | 10  | 10  | 10  | 10  | 11  | 14  | 17  | 18  | 19  | 20  | 21  | 21  | 21  | 22  | 23  | 23  | 26  | 27  | 27  | 28  | 28  | 29  | 29  | 29  | 30  | 33  | 33  |
| Crotone         | 0  | 3  | 4  | 7  | 10 | 13 | 14 | 17 | 20 | 21  | 21  | 24  | 25  | 28  | 31  | 34  | 37  | 40  | 41  | 42  | 45  | 48  | 51  | 51  | 54  | 55  | 56  | 59  | 60  | 63  | 63  | 66  | 67  | 70  | 73  | 74  | 74  | 77  | 78  | 79  | 79  | 82  |
| Latina          | 1  | 2  | 3  | 6  | 6  | 6  | 9  | 12 | 13 | 13  | 13  | 16  | 16  | 17  | 17  | 20  | 20  | 20  | 21  | 22  | 22  | 25  | 28  | 31  | 32  | 32  | 33  | 33  | 33  | 34  | 35  | 36  | 36  | 39  | 39  | 40  | 40  | 40  | 41  | 42  | 45  | 46  |
| Livorno         | 3  | 6  | 9  | 12 | 12 | 12 | 13 | 13 | 16 | 17  | 20  | 20  | 21  | 21  | 21  | 21  | 22  | 23  | 23  | 23  | 23  | 23  | 24  | 27  | 30  | 30  | 31  | 31  | 32  | 32  | 33  | 33  | 33  | 33  | 33  | 33  | 36  | 36  | 37  | 38  | 41  | 42  |
| Modena          | 0  | 0  | 3  | 3  | 6  | 7  | 7  | 10 | 10 | 11  | 12  | 12  | 15  | 15  | 15  | 15  | 18  | 18  | 21  | 21  | 24  | 24  | 25  | 25  | 26  | 26  | 29  | 32  | 32  | 35  | 35  | 35  | 35  | 36  | 36  | 36  | 39  | 40  | 41  | 42  | 42  | 42  |
| Novara          | -1 | -1 | 2  | 3  | 3  | 3  | 6  | 9  | 12 | 15  | 16  | 19  | 19  | 22  | 25  | 28  | 31  | 34  | 37  | 38  | 38  | 38  | 38  | 38  | 41  | 42  | 42  | 43  | 46  | 49  | 52  | 52  | 53  | 54  | 54  | 57  | 57  | 58  | 59  | 62  | 62  | 65  |
| Perugia         | 3  | 3  | 4  | 4  | 5  | 6  | 7  | 7  | 10 | 11  | 12  | 15  | 15  | 18  | 21  | 24  | 24  | 24  | 27  | 30  | 30  | 30  | 30  | 33  | 34  | 34  | 34  | 34  | 37  | 40  | 43  | 44  | 47  | 47  | 48  | 51  | 51  | 52  | 53  | 54  | 54  | 55  |
| Pescara         | 0  | 3  | 4  | 5  | 6  | 9  | 9  | 12 | 15 | 15  | 18  | 18  | 21  | 24  | 24  | 25  | 25  | 28  | 31  | 34  | 37  | 40  | 43  | 46  | 47  | 48  | 48  | 49  | 49  | 49  | 49  | 49  | 49  | 52  | 55  | 58  | 61  | 64  | 65  | 68  | 71  | 72  |
| Pro Vercelli    | 3  | 4  | 5  | 5  | 5  | 5  | 5  | 8  | 8  | 8   | 11  | 14  | 14  | 17  | 20  | 20  | 20  | 23  | 24  | 24  | 24  | 24  | 24  | 24  | 27  | 28  | 28  | 29  | 30  | 33  | 33  | 34  | 37  | 38  | 39  | 40  | 41  | 42  | 42  | 43  | 46  | 46  |
| Salernitana     | 3  | 4  | 4  | 5  | 8  | 8  | 8  | 8  | 9  | 10  | 11  | 11  | 14  | 15  | 15  | 16  | 17  | 20  | 20  | 20  | 20  | 20  | 23  | 23  | 24  | 24  | 25  | 26  | 27  | 30  | 30  | 31  | 31  | 32  | 35  | 36  | 37  | 40  | 41  | 42  | 42  | 45  |
| Spezia          | 0  | 1  | 4  | 7  | 10 | 11 | 14 | 14 | 15 | 16  | 17  | 17  | 17  | 17  | 17  | 18  | 21  | 24  | 25  | 26  | 26  | 27  | 30  | 33  | 34  | 37  | 40  | 43  | 44  | 47  | 50  | 51  | 51  | 54  | 57  | 58  | 58  | 61  | 62  | 65  | 65  | 66  |
| Ternana         | 0  | 1  | 1  | 1  | 1  | 4  | 4  | 7  | 7  | 10  | 10  | 13  | 13  | 13  | 16  | 19  | 19  | 22  | 22  | 23  | 24  | 27  | 27  | 30  | 30  | 33  | 36  | 36  | 36  | 36  | 37  | 40  | 43  | 44  | 44  | 44  | 45  | 45  | 48  | 49  | 50  | 53  |
| Trapani         | 3  | 4  | 5  | 6  | 9  | 10 | 13 | 13 | 13 | 13  | 13  | 16  | 16  | 19  | 20  | 23  | 24  | 24  | 25  | 26  | 29  | 29  | 29  | 32  | 33  | 33  | 36  | 37  | 40  | 41  | 44  | 47  | 50  | 53  | 56  | 59  | 62  | 65  | 66  | 67  | 70  | 73  |
| Vicenza         | 3  | 4  | 5  | 6  | 7  | 10 | 11 | 11 | 11 | 14  | 14  | 17  | 18  | 19  | 19  | 20  | 20  | 20  | 20  | 21  | 24  | 27  | 27  | 28  | 28  | 29  | 30  | 30  | 31  | 31  | 31  | 31  | 34  | 37  | 38  | 41  | 42  | 42  | 45  | 48  | 48  | 49  |
| Virtus Entella  | 0  | 3  | 3  | 3  | 3  | 6  | 7  | 10 | 11 | 12  | 13  | 14  | 17  | 18  | 21  | 22  | 25  | 25  | 28  | 28  | 28  | 31  | 31  | 34  | 34  | 37  | 40  | 43  | 44  | 47  | 48  | 49  | 50  | 51  | 54  | 57  | 57  | 60  | 61  | 61  | 64  | 64  |
| Virtus Lanciano | 0  | 3  | 4  | 5  | 5  | 6  | 6  | 9  | 9  | 10  | 9   | 9   | 10  | 11  | 14  | 14  | 14  | 14  | 14  | 15  | 18  | 21  | 21  | 21  | 24  | 26  | 26  | 29  | 30  | 33  | 36  | 39  | 39  | 39  | 39  | 40  | 41  | 42  | 42  | 42  | 43  | 44  |

Note:
- Ascoli-Virtus Entella della 1ª giornata è stata effettivamente giocata tra la 2ª e la 3ª giornata, pertanto la tabella potrebbe rispecchiare solo in parte il reale andamento delle squadre in quel periodo di tempo.
- Novara-Pescara della 10ª giornata è stata effettivamente giocata tra l'11ª e la 12ª giornata, pertanto la tabella potrebbe rispecchiare solo in parte il reale andamento delle squadre in quel periodo di tempo.
- Perugia-Vicenza della 21ª giornata è stata effettivamente giocata tra la 22ª e la 23ª giornata, pertanto la tabella potrebbe rispecchiare solo in parte il reale andamento delle squadre in quel periodo di tempo.

#### Classifiche di rendimento

##### Rendimento andata-ritorno
| Andata       | Andata | Ritorno      | Ritorno |
|              |        |              |         |
| Cagliari     | 46     | Trapani      | 44      |
| Crotone      | 45     | Spezia       | 40      |
| Novara       | 40     | Cagliari     | 37      |
| Pescara      | 37     | Crotone      | 37      |
| Brescia      | 35     | V. Entella   | 36      |
| Bari         | 35     | Cesena       | 36      |
| Cesena       | 32     | Pescara      | 35      |
| Avellino     | 31     | Bari         | 33      |
| Perugia      | 30     | V. Lanciano  | 29      |
| Trapani      | 29     | Ternana      | 29      |
| V. Entella   | 28     | Novara       | 27      |
| Spezia       | 26     | Salernitana  | 25      |
| Modena       | 24     | Vicenza      | 25      |
| Ternana      | 24     | Perugia      | 25      |
| Pro Vercelli | 24     | Latina       | 24      |
| Vicenza      | 24     | Ascoli       | 24      |
| Livorno      | 23     | Pro Vercelli | 22      |
| Ascoli       | 23     | Brescia      | 19      |
| Latina       | 22     | Como         | 19      |
| Salernitana  | 20     | Livorno      | 19      |
| V. Lanciano  | 19     | Avellino     | 18      |
| Como         | 14     | Modena       | 18      |

##### Rendimento casa-trasferta
| Casa         | Casa | Trasferta    | Trasferta |
|              |      |              |           |
| Cesena       | 50   | Cagliari     | 35        |
| Crotone      | 50   | Trapani      | 33        |
| Cagliari     | 48   | Crotone      | 32        |
| Pescara      | 44   | Spezia       | 29        |
| V. Entella   | 43   | Bari         | 29        |
| Novara       | 41   | Pescara      | 28        |
| Trapani      | 40   | Novara       | 26        |
| Brescia      | 40   | Vicenza      | 24        |
| Bari         | 39   | Perugia      | 24        |
| Spezia       | 37   | V. Entella   | 21        |
| V. Lanciano  | 35   | Ternana      | 21        |
| Modena       | 34   | Avellino     | 20        |
| Ternana      | 32   | Pro Vercelli | 19        |
| Perugia      | 31   | Cesena       | 18        |
| Latina       | 31   | Ascoli       | 16        |
| Ascoli       | 31   | Latina       | 15        |
| Salernitana  | 31   | Salernitana  | 14        |
| Avellino     | 29   | Livorno      | 14        |
| Livorno      | 28   | Como         | 14        |
| Pro Vercelli | 27   | Brescia      | 14        |
| Vicenza      | 25   | V. Lanciano  | 13        |
| Como         | 19   | Modena       | 8         |

#### Primati Stagionali
Squadre
- Maggior numero di vittorie: Cagliari (25)
- Minor numero di vittorie: Como (5)
- Maggior numero di pareggi: Como e Salernitana (18)
- Minor numero di pareggi: Ascoli, Cagliari e Ternana (8)
- Maggior numero di sconfitte: Modena (22)
- Minor numero di sconfitte: Crotone (6)
- Miglior attacco del torneo: Cagliari (78 gol fatti)
- Peggior attacco del torneo: Modena (37 gol fatti)
- Miglior difesa del torneo: Novara (35 gol subiti)
- Peggior difesa del torneo: Avellino (66 gol subiti)
- Miglior differenza reti del torneo: Cagliari (+37)
- Peggior differenza reti del torneo: Como (-25)
- Miglior serie positiva:: Trapani (27ª-42ª) (16)
- Peggior serie negativa: Como (6ª-20ª) (15)

Partite
- Partita con maggior numero di gol: Bari-Pro-Vercelli 6-2 (8)
- Partita con maggiore scarto di gol: Cagliari-Brescia 6-0 (6)
- Partita con più espulsi: Salernitana-Cagliari, Salernitana-Pescara, Latina-Virtus Entella e Livorno-Virtus Lanciano (3)
- Giornata con maggior numero di gol: 41ª giornata (38)

### Individuali

#### Classifica marcatori
| Gol | Rigori |  | Giocatore             | Squadra        |
| --- | ------ |  | --------------------- | -------------- |
| 27  |        |  | Gianluca Lapadula     | Pescara        |
| 17  | 4      |  | Daniele Cacia         | Ascoli         |
| 17  | 5      |  | Francesco Caputo      | Virtus Entella |
| 16  | 3      |  | Ante Budimir          | Crotone        |
| 16  | 3      |  | Simone Andrea Ganz    | Como           |
| 15  | 4      |  | Massimo Coda          | Salernitana    |
| 15  | 5      |  | Daniele Vantaggiato   | Livorno        |
| 14  | 2      |  | Diego Farias          | Cagliari       |
| 13  | 1      |  | Gianluca Caprari      | Pescara        |
| 13  | 4      |  | João Pedro            | Cagliari       |
| 13  | 3      |  | Felice Evacuo         | Novara         |
| 13  | 1      |  | Riccardo Maniero      | Bari           |
| 12  |        |  | Nicola Citro          | Trapani        |
| 12  |        |  | Benjamin Mokulu Tembe | Avellino       |
| 12  |        |  | Alfredo Donnarumma    | Salernitana    |
| 12  |        |  | Andrej Gălăbinov      | Novara         |
| 12  | 1      |  | Fabio Ceravolo        | Ternana        |

### Media spettatori
Media spettatori della Serie B 2015-2016: 7 161
| Club            | Pos. | Media  | Totale  | Abbonamenti |
| --------------- | ---- | ------ | ------- | ----------- |
| Bari            | 1    | 21 413 | 449 677 | 11 026      |
| Cagliari        | 2    | 12 475 | 261 978 | 4 545       |
| Cesena          | 3    | 12 207 | 256 345 | 9 715       |
| Salernitana     | 4    | 12 148 | 255 115 | 5 418       |
| Perugia         | 5    | 9 243  | 194 113 | 6 800       |
| Pescara         | 6    | 8 111  | 170 333 | 1 822       |
| Vicenza         | 7    | 7 680  | 161 284 | 5 981       |
| Brescia         | 8    | 7 663  | 160 929 | 5 464       |
| Spezia          | 9    | 7 265  | 152 558 | 5 778       |
| Crotone         | 10   | 7 061  | 148 276 | 3 676       |
| Ascoli          | 11   | 6 575  | 138 067 | 3 810       |
| Avellino        | 12   | 6 315  | 132 625 | -           |
| Livorno         | 13   | 6 178  | 129 735 | 4 363       |
| Trapani         | 14   | 5 088  | 106 854 | 2 712       |
| Modena          | 15   | 5 017  | 105 354 | 2 919       |
| Novara          | 16   | 4 890  | 102 693 | 3 055       |
| Ternana         | 17   | 3 877  | 81 425  | 1 729       |
| Como            | 18   | 3 262  | 68 496  | 1 397       |
| Latina          | 19   | 3 118  | 65 469  | 1 926       |
| Pro Vercelli    | 20   | 3 047  | 63 981  | 1 740       |
| Virtus Lanciano | 21   | 2 732  | 57 367  | 1 693       |
| Virtus Entella  | 22   | 2 172  | 45 620  | 946         |